# Sydkorea
Republikken Korea (Daehan Minguk; 대한민국; 大韓民國), også kaldet Sydkorea (Namhan; 남한; 南韓), er et land i Asien. Nordkorea er det eneste tilstødende land. Landet ligger på den sydlige del af den koreanske halvø mellem det Japanske Hav (eller Østsøen på koreansk) og det Gule Hav.
Sydkorea (Namhan; 남한; 南韓) er den uofficielle betegnelse for Republikken Korea.
Landet har et tempereret klima med fire distinkte årstider, og er fra naturens side domineret af bjergformationer, særlig i øst. Arealet er 100.210 km², og befolkningen er på omkring 50 millioner mennesker. Hovedstaden Seoul huser en femtedel af landets indbyggere og sammen med byens forstæder omkring halvdelen.
Navnet Korea er afledt af Goryeo, et tidligere koreansk kongedømme. Den koreanske nation er ifølge legenden grundlagt af Dangun Wanggeom i 2.333 f.Kr. Arkæologiske udgravninger viser befolkede områder på halvøen ellerede i tidlig stenalder. Den første koreanske samling kom i år 688 ved kongeriget Silla, som blev afløst af kongerigerne Goryeo og Joseon. Fra 1910 til 1945 blev landet styret af Japan. Efter 2. verdenskrig blev Korea delt i to besættelseszoner af USA og Sovjetunionen, som igen lagde grunden for nutidens to koreanske stater. Delingen førte på sin side til Koreakrigen (1950–1953), som vedblivende har sat dybe spor i det koreanske samfund.
Det nye Sydkorea regnedes officielt som et vestligt demokrati, men i realiteten var det en autoritær stat styret ved hjælp af undtagelsestilstand og krigslove. Først i 1987 blev frie og retfærdige valg til præsidentembedet gennemført, i stor grad takket være den folkelige demokratibevægelse, som demonstrerede mod landets daværende magthavere og hvis pres førte til nutidens sjette republik. Den økonomiske politik blev styret i retning af etablering af store konglomerater (chaebol), som fik finansiering og frie vilkår i bytte mod at sikre arbejdspladser og økonomisk vækst. Landdistrikterne blev nedprioriteret og eksportindustrien fremmet.
Sydkorea har haft en af verdens hurtigst voksende økonomier siden 1960, og udviklede sig til Asiens tredje største økonomi og verdens 12. største, og regnes som en af de fire tigerøkonomier. Mange udviklingslande henviser til denne udvikling som "Miraklet ved Han-floden" og bruger landet som et forbillede. Sydkorea er i dag regnet som et højindkomstland og er medlem af G20.

## Historie

### Det antikke Korea
Koreas historie begynder med grundlæggelsen af Joseon (også kendt som "Gojoseon" eller Gamle Joseon, for at adskille det fra et dynasti i 1400-tallet) i 2333 f.Kr. af Dangun, ifølge Koreas grundlæggelsesmytologi. Gojoseon udvidede sig, indtil det kontrollerede den nordlige del af den koreanske halvø og dele af Manchuriet. Gija Joseon blev påstået grundlagt i det 12. århundrede f.Kr., men dets eksistens og rolle har været kontroversielt i moderne tid. I 108 f.Kr. besejrede Han-dynastiet Wiman Joseon og installerede fire kommanderier på den nordlige koreanske halvø. Tre af kommanderierne faldt eller trak sig vestpå inden for få årtier. Da Lelang kommanderiet blev ødelagt og genopbygget omkring denne tid, flyttede det gradvist mod Liadong. Dermed blev dens styrke formindsket, og det tjente kun som et handelscenter, indtil den blev erobret af Goguryeo i 313.

### Tre kongeriger i Korea
I perioden som kendt som Koreas proto-tre kongedømmer omfattede staterne Buyeo, Okjeo, Dongye og Samhan hele den koreanske halvø og det sydlige Manchuriet. Fra dem kom Goguryeo, Baekje og Silla til at kontrollere halvøen som de tre kongeriger i Korea. Goguryeo, den største og mest magtfulde blandt dem, var en meget militaristisk stat, og konkurrerede med forskellige kinesiske dynastier i sine 700 års historie. Goguryeo oplevede en gylden tidsalder under Gwanggaeto den Store og hans søn Jangsu, som begge underkuede Baekje og Silla i deres tid, opnåede en kort forening af Koreas tre kongeriger og blev de mest dominerende magt på den koreanske halvø. Ud over at udøve kontrollen over den koreanske halvø havde Goguryeo mange militære konflikter med forskellige kinesiske dynastier, især Goguryeo-Sui-krigen, hvor Goguryeo besejrede en stor styrke, det siges at antallet oversteg en million mænd. Baekje var en stor maritim magt; dens søfartsmæssige evne og betydning var medvirkende til udbredelsen af buddhismen i hele Østasien og af fastlandskultur til Japan. Baekje var engang en stor militær magt på den koreanske halvø, især i Geunchogos tid, men blev besejret af Gwanggaeto den Store og faldt. Silla var den mindste og svageste af de tre, men det brugte snedige diplomatiske midler til at opnå opportunistiske pagter og alliancer med de stærkere koreanske kongeriger og til sidst med Tang-dynastiet i Kina til sin egen fordel.
Sammenslutningen af de tre kongeriger ved Silla i 676 førte til Nord–Syd staternes tid i Korea, hvor meget af den koreanske halvø blev kontrolleret af senere Silla, mens Balhae kontrollerede de nordlige dele af Goguryeo. Balhae blev grundlagt af en Goguryeo-general og dannet som en efterfølgerstat til Goguryeo. Under sin højde styrede Balhae det meste af Manchuriet og dele af det russiske fjernøsten og blev kaldt "det velstående land i øst". Senere var Silla en gylden tidsalder for kunst og kultur, som det fremgår af Hwangnyongsa, Seokguram og Emille Bell. Forholdet mellem Korea og Kina forblev relativt fredeligt i denne periode. Senere fortsatte Silla Baekjes maritime politik og i 8. og 9. århundrede dominerede det havene i Østasien og handelen mellem Kina, Korea og Japan, især under Jang Bogos tid. Derudover etablerede Silla oversøiske samfund i Kina på Shandonghalvøen og ved mundingen af Yangtze-floden. Senere var Silla et velstående og velhavende land og dens hovedstad Gyeongju var formodentlig den fjerde største by i verden. Buddhismen blomstrede på denne tid, og mange koreanske buddhister fik stor berømmelse blandt kinesiske buddhister og bidrog til kinesisk buddhisme, herunder: Woncheuk, Wonhyo, Uisang, Musang og Kim Gyo-gak, en Silla-fyrste, hvis indflydelse gjorde Jiuhua-bjerget til et af de fire hellige bjerge af kinesisk buddhisme. Senere Silla svækkedes imidlertid under interne stridigheder og genoplivelsen af Baekje og Goguryeo, som førte til perioden med de senere tre kongedømmer i slutningen af det 9. århundrede.

### Forenede dynastier
I 936 blev de senere tre kongeriger forenet af Wang Geon, en efterkommer af Goguryeo-adel, som etablerede Goryeo som efterfølgerstaten Goguryeo. Balhae var faldet til Khitan-imperiet i 926, og et årti senere flygtede den sidste kronprins i Balhae mod syd til Goryeo, hvor han blev varmt modtaget og optaget i den herskende familie af Wang Geon og forenede således de to efterfølgerstater til Goguryeo. Som Silla var Goryeo en meget kulturel stat, og opfandt trykpressen med mobile metaltyper. Efter at have besejret Khitan-riget, som var det mest magtfulde imperium i sin tid i Goryeo-Khitan-krigen, oplevede Goryeo en gylden tidsalder, der varede et århundrede, hvor Tripitaka Koreana blev afsluttet, og der var stor Udvikling inden for trykning og udgivelse af bøger, fremme af lærdom og spredning af viden om filosofi, litteratur, religion og videnskab; omkring år 1100 var der 12 universiteter, der fremkaldte berømte forskere og videnskabsmænd. Imidlertid svækkede de mongolske invasioner i 1300-tallet stærkt riget. Goryeo blev aldrig erobret af mongolerne, men udmattet efter tre årtier af kampe sendte det koreanske hof sin kronprins til Yuan-hovedstaden for at svære troskab til Kublai Khan, som accepterede og bortgiftede en af sine døtre til den koreanske kronprins. Efterfølgende fortsatte Goryeo med at regere Korea, men som en lydstat allieret med mongolerne i de næste 86 år. I løbet af denne periode blev de to nationer sammenflettet, da alle efterfølgende koreanske konger blev gift med mongolske prinsesser, og den sidste kejserinde i Yuan-dynastiet var en koreansk prinsesse. I midten af det 14. århundrede drev Goryeo mongolerne ud for at genvinde sine nordlige territorier, erobrede kortvarigt Liaoyang og nedkæmpede invasioner af de røde turbaner. Men i 1392 vendte General Yi Seong-Gye, som var blevet beordret til at angribe Kina, sin hær om og gennemførte et kup.
Yi Seong-gye erklærede Koreas nye navn som "Joseon" med henvisning til Gojoseon og flyttede hovedstaden til Hanseong (et af de gamle navne på Seoul). De første 200 år af Joseon-dynastiet var præget af fred, og så store fremskridt inden for videnskaben og uddannelse samt skabelsen af sproget hangul af Sejong den Store for at fremme læsefærdigheden blandt det almindelige folk. Tidens fremherskende ideologi var Neo-Confucianism, som blev epitomiseret af Seonbi-klassen: adelige, der opnåede positioner af rigdom og magt og var i stand til at hellige sig studier og integritet. Mellem 1592 og 1598 foretog Toyotomi Hideyoshi invasioner af Korea, men hans fremstød blev standset af koreanske styrker (især Joseons flåde ledet af admiral Yi Sun-sin og hans berømte "skildpaddeskib") med hjælp fra irregulære hærstyrker dannet af koreanske civile og Ming-dynastiets kinesiske tropper. Efter en række vellykkede forsvarskampe blev de japanske styrker til sidst tvunget til at trække sig tilbage, og forholdet mellem alle parter blev normaliseret. Manchuerne udnyttede imidlertid Joseons krigssvækkede tilstand og invaderede landet i 1627 og 1637 og fortsatte derefter med at erobre det destabiliserede Ming-dynasti. Efter normalisering af forbindelserne med det nye Qing-dynasti oplevede Joseon en næsten 200-årig fredsperiode. Kings Yeongjo og Jeongjo førte især til en ny renæssance for Joseon-dynastiet i det 18. århundrede. I det 19. århundrede fik de kongelige svigerfamilier kontrol over regeringen, hvilket førte til massekorruption og svækkelse af staten og alvorlige fattigdom og bønderoprør i hele landet. Derudover antog Joseon-regeringen en streng isolationistisk politik, der fik tilnavnet "det lukkede rige", men som i sidste ende ikke var i stand til at beskytte det mod imperialismen, og landet blev tvunget til at åbne sine grænser.

### Koleraepidemien 1886
I juni 1886 blev Korea ramt af en koleraepidemi. Epidemien begyndte i provinsen Fusan og spredte sig herfra nordpå til andre dele af landet. Koreanerne mente, at sygdommens spredning skyldtes "rotte-ånder" og forsøgte på forskellig måde at skræmme disse ånder bort. De medicinske myndigheder var længe om at reagere. Horace N. Allen, en amerikansk missionærlæge i Seoul, omtalte således ikke sygdomsudbruddet fød den 2. juli, da he sendte besked til den britiske legation og oplyste om de første tilfælde i Seoul. Da den amerikanske missionær Annie Ellers ankom til Jemulpo, fandt hun gaderne fulde af folk, der sørgede over bortgåede familiemedlemmer. De utallige dødsfald gjorde, at der i mange tilfælde end ikke skete en begravelse. Beretninger fortæller om, at døde børns kroppe flød i vandløb og floder. Ifølge Allan "reagerede folk [i Seoul] som fatalister og lod deres venner dø næsten uden omsorg hvis de først var blevet angrebne [af sygdommen]". Den eneste lindring mod lidelserne til de syge var morfin og konjak. Nogle overlevede i nogle få dage. Hver dag døde flere hundrede alene i Seoul, og det skønnes, at 150.000 blev ramt alene i Seoul; skønnet 6.150-12.000 døde som følge af epidemien.

### Besættelsen af Korea
Efter den første kinesisk-japanske krig og den russisk-japanske krig blev Korea besat af Japan (1910-45). I slutningen af 2. Verdenskrig overgav de japanske sig til sovjetiske og amerikanske styrker, der besatte henholdsvis de nordlige og sydlige halvdele af Korea.

### Moderne historie
På trods af den oprindelige plan om et forenet Korea i Kairo-erklæringen fra 1943 førte eskalerende krigskrigsantagonisme mellem Sovjetunionen og USA til oprettelsen af separate regeringer, hver med sin egen ideologi, hvilket førte til opdelingen af Korea i to politiske enheder i 1948: Nordkorea og Sydkorea. I syd vandt Syngman Rhee, en modstander af kommunismen, som var blevet støttet og udpeget af USA som leder af den foreløbige regering, i maj den første præsidentvalg i den nyetablerede Republikken Korea. I nord blev imidlertid Kim Il-sung, en tidligere anti-japansk guerillaleder og kommunistisk aktivist, udnævnt til leder i Den Demokratiske Folkerepublik Korea i september.
I oktober erklærede Sovjetunionen Kim Il-sungs regering som suveræn over begge dele af halvøen. FN fastslog imidlertid Rhees regering som "en lovlig regering med effektiv kontrol og jurisdiktion over den del af Korea, hvor FN's Midlertidige Kommission for Korea var i stand til at observere og rådgive" og regeringen "baseret på valg, der blev overvåget af Den Midlertidige Kommission" samt vedtog en erklæring om, at "dette er den eneste regering af denne art i Korea". Begge ledere begyndte en autoritær undertrykkelse af deres politiske modstandere i deres region og søgte en forening af Korea under deres kontrol. Mens Sydkoreas anmodning om militær støtte blev nægtet af USA, blev Nordkoreas militær stærkt styrket af Sovjetunionen.

#### Koreakrigen
Den 25. juni 1950 invaderede Nordkorea Sydkorea, hvilket indledte koreakrigen, og den kolde krigs første store konflikt, der fortsatte indtil 1953. På det tidspunkt havde Sovjetunionen boykotteret De Forenede Nationer (FN) og dermed fortabt muligheden for at gøre brug af sine vetorettigheder. Dette gjorde det muligt for FN at gribe ind i en borgerkrig, da det viste sig, at de overlegne nordkoreanske styrker ville forene hele landet. Sovjetunionen og Kina støttede Nordkorea med den senere deltagelse af millioner af kinesiske tropper. Efter forløb med fremgang og tilbageslag, hvor begge sider næsten blev skubbet til udryddelsesranden, og massive tab blandt koreanske civile i både nord og syd, nåede krigen til sidst et dødvande. Våbenstilstanden fra 1953, som aldrig blev underskrevet af Sydkorea, splittede halvøen langs den demilitariserede zone nær den oprindelige delingslinje. Der blev ikke undertegnet nogen fredsaftale, hvilket resulterede i, at de to lande teknisk set forblev i krig. Over 1,2 millioner mennesker døde under koreakrigen.

#### Efterkoreanske krig (1960-1990)
I 1960 førte et studenteroprør ("19 april Revolutionen") til, at den autokratiske præsident Syngman Rhee måtte afgå. En periode med politisk ustabilitet fulgte, hvilken først blev afbrudt af General Park Chung-Hees 16. maj kup mod den svage og ineffektive regering det følgende år. Park overtog som præsident, og hans periode varede indtil mordet på ham i 1979. Under hans præsidenttid indtrådte en hurtig eksportledet økonomisk vækst i kombination med gennemførelsen af undertrykkelse af politiske modstandere. Park blev stærkt kritiseret for sin styreform, og han forlængede i 1972 sin regering ved at skabe en ny forfatning, som gav præsidenten fejende (næsten ubegrænsede) beføjelser og tillod ham at blive siddende i ubegrænset antal 6-årsperioder. Den koreanske velfærdsøkonomi udviklede sig markant under Parks præsidentperiode, og regeringen udviklede det landsdækkende motorvejssystem, Seoul-metrosystemet og skabte fundamentet for en voldsom økonomisk udvikling i løbet af hans 17-årige lederskab.
Årene efter mordet på Park blev igen karakteriseret af politisk uro, da de tidligere undertrykte oppositionsledere alle førte kampagner for at blive præsident i det pludselige politiske tomrum. I 1979 skete et statskup den 12 december ledet af general Chun Doo-hwan. Efter statskuppet planlagde Chun Doo-hwan at stige til magten gennem en række tiltag. Den 17. maj tvang Chun Doo-hwan kabinettet til at udvide undtagelsestilstanden, som tidligere ikke havde været anvendt på øen Jeju-do, til hele nationen. Den udvidede undtagelsestilstand førte til lukkede universiteter, forbud mod politiske aktiviteter og yderligere begrænsninger for pressen. Chuns antagelse af formandskabet i begivenhederne den 17. maj udløste landsdækkende protester, der krævede demokrati, især i byen Gwangju, som Chun sendte specialstyrker til for med magt at undertrykke demokratiseringsbevægelsen i Gwangju.
Chun oprettede derefter National Defense Emergency Policy Committee og tog formandskabet i overensstemmelse med sin politiske plan. Chun og hans regering holdt Sydkorea under et jerngreb indtil 1987, da en ung studerende ved Seoul National University, Park Jong-chul, blev tortureret til døde. Den 10. juni afslørede den katolske præsterforening for retfærdighed hændelsen, hvilket igangsatte den demokratiske junibevægelse rundt om i landet. Til sidst meddelte Chuns parti, Det Demokratiske Retfærdighedsparti og dets leder, Roh Tae-woo, 29. juni-erklæringen, som omfattede direkte valg af præsidenten. Roh fortsatte med at vinde valget med en smal margen i forhold til de to ledende oppositionsledere, Kim Dae-Jung og Kim Young-sam. Seoul var vært for de olympiske lege i 1988, som blev betragtet som vellykkede og som gav et betydeligt løft for Sydkoreas globale image og økonomi.
Sydkorea blev formelt inviteret til at blive medlem af De Forenede Nationer i 1991. Koreansk overgang fra autokrati til moderne demokrati blev markeret i 1997 ved valget af Kim Dae-jung, som blev svoret ind som den ottende præsident i Sydkorea, den 25. februar 1998. Hans valg var markant, da han i tidligere år havde været en politisk fange dømt til døden (senere sendt i eksil). Han vandt på baggrund af den asiatiske finansielle krise i 1997, hvor han fulgte IMFs råd for at omstrukturere økonomien, og landet genoprettede hurtigt sin økonomiske vækst, omend i et langsommere tempo.

#### Moderne Sydkorea
I juni 2000 fandt et nord-syd-topmøde sted i Pyongyang, hovedstaden i Nordkorea, som en del af præsident Kim Dae-jungs "Solskinspolitik" om åbning mod Nordkorea. Senere samme år modtog Kim Nobels fredspris "for sit arbejde for demokrati og menneskerettigheder i Sydkorea og i Østasien generelt og for fred og forsoning med især Nordkorea". Men på grund af utilfredshed blandt befolkningen for frugtløse tilgange til nord under de tidligere regeringer og under indtryk af nordkoreanske provokationer blev en konservativ regering valgt i 2007 ledet af præsident Lee Myung-bak, tidligere borgmester i Seoul. I mellemtiden var Sydkorea og Japan i fællesskab værter for FIFA World Cup i 2002. Imidlertid forværredes det sydkoreansk-japanske forhold af indbyrdes modstridende krav om suverænitet over øgruppen Liancourt Rocks.
I 2010 var der en eskalering i angreb fra Nordkorea. I marts 2010 blev det sydkoreanske krigsskib ROKS Cheonan sænket med tabet af 46 sydkoreanske søfolk, angiveligt af en nordkoreansk ubåd. I november 2010 blev Yeonpyeong-øen angrebet af et betydeligt nordkoreansk artilleri med spærreild, hvor 4 mennesker mistede livet. Manglen på et stærkt svar på disse angreb fra både Sydkorea og det internationale samfund (den officielle FN-rapport nægtede udtrykkeligt at nævne Nordkorea som gerningsmanden bag sænkningen af Cheonan) forårsagede stor vrede i den sydkoreanske offentlighed
Sydkorea oplevede en ny milepæl i 2012, da den første kvindelige koreanske præsident nogensinde, Park Geun-hye, blev valgt og indsat som præsident. Hun var datter af en anden tidligere præsident, Park Chung-hee, og blev regnet for politisk konservativ. Hendes erklærede politik var ny økonomisk fremgang især indenfor kreativ teknologi. Hun arbejdede for en åbning både mod Kina og mod Rusland. Hendes embedsperiode blev imidlertid afskåret ved et kup. Præsident Park Geun-hyes styre blev formelt anklaget for korruption, bestikkelse og for at inddrage og lade en nær ven Choi Soon-sil få indflydelse på statslige anliggender. Der fulgte en række massive offentlige demonstrationer fra november 2016, og hun blev fjernet fra embedet ved et kup støttet af parlamentet og højesteret.
Efter afsættelsen af præsident Park blev der afholdt nyt valg, Moon Jae-in fra det demokratiske parti vandt præsidentvalget og overtog præsidentembedet den 10. maj 2017. Hans embedsperiode har især været præget af bestræbelserne på at opnå et forbedret politisk forhold med Nordkorea og det heldige værtskab for OL i Pyeongchang.

## Demografi
Befolkningsudvikling

1949: 20 188 641

1955: 21 526 374

1960: 24 989 241

1966: 29 159 640

1970: 30 882 386

1975: 34 706 620

1980: 37 436 315

1985: 40 448 486

1990: 43 410 899

1995: 44 608 726

2000: 46 136 101

2005: 47 278 951

2010: 48 580 293

Kilde: Statistics Korea Arkiveret 12. december 2013 hos  Wayback Machine
I april 2016 blev Sydkoreas befolkning anslået til at være omkring 50,8 millioner af det nationale statistiske kontor med fortsat nedgang i befolkningen i den erhvervsaktive alder og den samlede fertilitetsrate. Landet er kendt for dens befolkningstæthed, som blev anslået 505 pr. kvadratkilometer i 2015 - mere end 10 gange det globale gennemsnit. De fleste sydkoreanere bor i byområder på grund af hurtig urbanisering under landets hurtige økonomiske ekspansion i 1970'erne, 1980'erne og 1990'erne. Hovedstaden Seoul er også landets største by og industrielle centrum. Ifølge folketællingen i 2005 havde Seoul en befolkning på 10 millioner indbyggere. Seoul National Capital Area har 24,5 millioner indbyggere (ca. halvdelen af Sydkoreas hele befolkning), hvilket gør det til verdens næststørste storbyområde. Andre større byer omfatter Busan (3,5 millioner), Incheon (3,0 millioner), Daegu (2,5 millioner), Daejeon (1,4 millioner), Gwangju (1,4 millioner) og Ulsan (1,1 millioner).
Befolkningen er også blevet påvirket af international migration. Efter 2. verdenskrig og opdelingen af den koreanske halvø krydsede omkring fire millioner mennesker fra Nordkorea grænsen til Sydkorea. Denne tendens for nettoindtræden vendte om i de følgende 40 år på grund af emigration, især til USA og Canada. Sydkoreas samlede befolkning i 1955 var 21,5 millioner, og blev mere end fordoblet til 50 millioner i 2010.
Sydkorea betragtes som et af de mest etnisk homogene samfund i verden med etniske koreanere, der repræsenterer ca. 96% af den samlede befolkning. Nøjagtige tal er vanskelige, da statistikker ikke registrerer etnicitet, og da mange indvandrere er etniske koreanere selv, mens nogle koreanske borgere ikke er etniske koreanere. Sydkorea bliver alligevel et mere multietnisk samfund over tid på grund af indvandring.
Andelen af udenlandske statsborgere er vokset hurtigt. Fra 2016 havde Sydkorea 1.413.758 udenlandske beboere, svarende til 2,75% af befolkningen, men mange af dem er etniske koreanere med et udenlandsk statsborgerskab. For eksempel udgør migranter fra Kina (Kina) 56,5% af udlændinge, men ca. 70% af de kinesiske borgere i Korea er Joseonjok (조선족), PRC-borgere af koreansk etnicitet. Uanset etnicitet er der 28.500 amerikanske militærpersonale, der tjener i Sydkorea, og de fleste tjener en enårig tjenestetid uden familie (selv om ca. 10% har længere tjenestetider ledsaget af familie), ifølge Korea National Statistical Office. Derudover opholder ca. 43.000 engelske lærere fra engelsktalende lande midlertidigt i Korea. I øjeblikket har Sydkorea en af de højeste vækstrater af udenlandsk født befolkning, med omkring 30.000 udenlandske fødte beboere har erhvervet sydkoreansk statsborgerskab hvert år siden 2010.
Sydkoreas fødselsrate var verdens laveste i 2009. Hvis dette fortsætter, forventes befolkningen at falde med 13% til 42,3 millioner i 2050. Sydkoreas årlige fødselsrate er ca. 9 fødsler pr. 1000 mennesker. Fødselsraten er dog steget med 5,7% siden 2010, og Korea har ikke længere verdens laveste fødselsrate. Ifølge en rapport fra Chosun Ilbo fra 2011 er Sydkoreas samlede fertilitetsrate (1,23 børn født pr. Kvinde) højere end Taiwan (1,15) og Japan (1,21). Den gennemsnitlige forventede levetid i 2008 var 79,10 år, (som var 34. i verden), men i 2015 var den steget til omkring 81 år. Sydkorea har det stejleste fald i befolkningen i den erhvervsaktive alder blandt OECD-landene. I 2015 estimerede National Statistical Office, at befolkningen i landet vil nå sit højdepunkt inden 2035.
Den samlede befolkning i Sydkorea udgjorde i juli 2015 49.115.196 (skøn).
| Aldersgruppe  | Aldersfordeling 2015 (skøn)                 |
| ------------- | ------------------------------------------- |
| 0-14 år       | 13.69% (mænd 3.489.464/kvinder 3.232.372)   |
| 15-24 år      | 13.52% (mænd 3.518.488/kvinder 3.122.997)   |
| 25-54 år      | 46.63% (mænd 11.687.846/kvinder 11.214.687) |
| 55-64 år      | 13.14% (mænd 3.190.093/kvinder 3.264.411)   |
| 65 år og over | 13.02% (mænd 2.662.353/kvinder 3.732.485)   |

Skønnet befolkningsvækst 2015 0.14%. Siden 1949 er befolkningen mere end fordoblet, men nu er væksten dæmpet lidt.
Forventet levealder: 80.04 år (2015), heraf for mænd 76.95, for kvinder 83.34.

## Uddannelse
En centraliseret administration i Sydkorea fører tilsyn med processen for uddannelse af børn fra børnehave til tredje og sidste år på gymnasiet. Skoleåret er opdelt i to semestre, hvoraf den første begynder i begyndelsen af marts og slutter i midten af juli, mens det andet begynder i slutningen af august og slutter i midten af februar. Skemaerne er ikke ensartet standardiserede og varierer fra skole til skole. De fleste sydkoreanske mellemskoler og gymnasier har skoleuniformer, der er udformede på grundlag af vestlige stiluniformer. Drengeuniformer består normalt af bukser og hvide skjorter, og piger bruger nederdele og hvide skjorter (dette gælder kun i mellemskoler og gymnasier). Landet vedtog et nyt uddannelsesprogram for at øge antallet af udenlandske studerende i 2010. Ifølge Ministeriet for Uddannelse, Videnskab og Teknologi skulle antallet af stipendier til udenlandske studerende i Sydkorea (under programmet) fordobles på det tidspunkt, og antallet af udenlandske studerende ville have nået 100.000.
Sydkorea er et af de bedste resultater i OECD-landene inden for læsefærdigheder, matematik og naturvidenskab med den gennemsnitlige studenterscore på 542 og har en af verdens højtuddannede arbejdsstyrker blandt OECD-lande. Landet er kendt for dets højt febrilske tilgang til uddannelse, hvor dets nationale besættelse med uddannelse er blevet kaldt "uddannelsesfeber". Denne besættelse med uddannelse har konsekvent sendt den resourcefattige nation på toppen af den globale uddannelsesplacering, hvor i 2014 national rangering af elevernes matematik og videnskab score af Organisationen for Økonomisk Samarbejde og Udvikling (OECD), Sydkorea er placeret på andenpladsen på verdensplan efter Singapore.
Videregående uddannelse er et vigtigt spørgsmål i Sydkoreas samfund, hvor det ses som en af de grundlæggende hjørnesten i det sydkoreanske liv. Uddannelse anses for meget højt prioriteret for sydkoreanske familier, da succes i uddannelsen har en kulturel status samt en nødvendighed for at forbedre sin socioøkonomiske stilling i det sydkoreanske samfund. Akademisk succes er ofte en kilde til stolthed for familier og i det sydkoreanske samfund som helhed. Sydkoranerne ser uddannelse som den vigtigste drivkraft for social mobilitet både for sig selv og deres familie som en adgangsvej til den sydkoreanske middelklasse. Uddannelse fra et top universitet er den ultimative markør for prestige, høj socioøkonomisk status, lovende ægteskabsperspektiver og en respektabel karrierevej. Et gennemsnitligt sydkoreansk barns liv drejer sig om uddannelse, da pres for at lykkes akademisk er dybt indprentet i sydkoreanske børn fra en tidlig alder. Ikke at have en universitetsgrad indebærer et stort kulturelt stigma, da de, der mangler en formel universitetsuddannelse, står over for sociale fordomme og ofte ses ned på af andre.
I 2015 anvendte landet 4,7% af BNP på alle uddannelsesniveauer - omtrent det samme som OECD-gennemsnittet på 4,7%. En stærk investering i uddannelse, en militant drivkraft for succes samt lidenskaben for excellence har hjulpet det resourceforarmede land hurtigt at dyrke sin økonomi i løbet af de sidste 60 år fra en krigsødelagt ruin. Sydkoreas iver for uddannelse og dets elevernes ønske om at komme ind i et prestigefyldt universitet er en af de højeste i verden, da indgangen til en højere læreanstalt højere uddannelsesinstitution fører til et prestigefyldt, sikkert og velbetalt kontorjob indenfor regering, banker, et stort sydkoreansk konglomerat som Samsung, Hyundai eller LG Electronics. Med utroligt pres på gymnasieelever for at sikre pladser på nationens bedste universiteter er dets institutionelle ry og alumni-netværks stærke forudsigelser for fremtidige karrieremuligheder. De tre bedste universiteter i Sydkorea, ofte kaldet "SKY", er Seoul National University, Korea University og Yonsei University. Intensiv konkurrence om topkvaliteter og akademisk pres for at være den øverste elev er dybt indviklet i sydkoreanske studerendes psyke i en ung alder. Men med kun så få steder på universiteter og endnu færre steder på top-ti-virksomheder, forbliver mange unge skuffede og er ofte uvillige til at sænke deres ambitioner med det resultat, af mange føler sig som mislykkede. Der er et stort kulturelt tabu i det sydkoreanske samfund, der er knyttet til dem, der ikke har opnået en formel universitetsuddannelse, hvor de, der ikke holder universitetsgrader, står over for sociale fordomme og ofte ses ned på af andre som andenklasses borgere, hvilket resulterer i færre muligheder for beskæftigelse, forbedring af ens socioøkonomiske stilling og udsigter til ægteskab.
Den internationale holdning til det sydkoreanske uddannelsessystem er blevet opdelt. Det er blevet rost af forskellige grunde, herunder dets forholdsvis høje testresultater og dets vigtige rolle med at indvarsle Sydkoreas økonomiske udvikling, der skaber en af verdens mest uddannede arbejdsstyrke. Sydkoreas yderst misundelsesværdige akademiske præstation har overtalt britiske undervisningsministre til aktivt at omforme deres egne læseplaner og eksamener for at forsøge at efterligne Koreas målrettede ordning og lidenskab for ekspertise og høje uddannelsesmæssige præstationer. Den tidligere amerikanske præsident Barack Obama har også rost landets strenge skolesystem, hvor over 80% af sydkoreanske gymnasieelever går videre til universitetet. Nationens høje universitetsindgangsrate har skabt en højtuddannet arbejdsstyrke, der gør Sydkorea blandt de højest uddannede lande i verden med en af de højeste procentdel af dets borgere, der har en videregående uddannelse. Bacheloruddannelser holdes af 68% af sydkoreanerne i alderen 25-34 år, det højeste i OECD.
Systemets stive og hierarkiske struktur er blevet kritiseret for at forstyrre kreativitet og innovation, det beskrives som intensivt og "brutalt" konkurrencedygtigt, og systemet beskyldes ofte for at være skyld i den høje selvmordsrate i landet, især den voksende andel blandt dem i alderen 10-19 år. Forskellige medier tilskriver landets høje selvmordsrate til den landsdækkende angst omkring landets eksamensterminer, der bestemmer banen for elevernes liv og karriere. Den tidligere sydkoreanske hagwon-lærer Se-Woong Koo skrev, at det sydkoreanske uddannelsessystem udgør børnemisbrug, og at det bør "reformeres og omstruktureres straks". Systemet er også blevet kritiseret for at producere et overskydende udbud af universitetsstuderende, der skaber en overreduceret og underbeskæftiget arbejdsstyrke; i det første kvartal 2013 alene var næsten 3,3 millioner sydkoreanske universitetsstuderende arbejdsløse og efterlod mange kandidater overkvalificeret til job, der kræver mindre uddannelse. Yderligere kritik er blevet fremkaldt for at forårsage mangel på arbejdskraft i forskellige faglærte arbejdskraftsarbejdere og erhvervsmæssige erhverv, hvor mange går ufuldstændigt som den negative sociale stigma forbundet med erhvervskarriere og ikke har en universitetsgrad fortsætter med at forblive dybt forankret i det sydkoreanske samfund.

## Sprog
Koreansk er det officielle sprog i Sydkorea og er klassificeret af de fleste sprogkundskaber som sprogisolat. Koreansk er ikke relateret til noget kinesisk sprog, selvom det indeholder en række ord, der er kinesisk oprindelse. Derudover bruger koreansk, der tales i Sydkorea, et betydeligt antal låneord fra engelske og andre europæiske sprog. Koreansk bruger et indfødt skrivesystem kaldet Hangul, der blev oprettet i 1446 af Kong Sejong for at give et praktisk alternativ til de klassiske kinesiske Hanja-figurer, der var vanskelige at lære og ikke passer til den koreanske sprogbrønd. Sydkorea bruger stadig nogle kinesiske Hanja-tegn på begrænsede områder, såsom trykte medier og juridisk dokumentation.
Koreas sprog i Sydkorea har en standarddialekt kendt som Seoul (efter hovedstaden), med yderligere 4 koreanske sprogdialektgrupper, der anvendes rundt om i landet.
Næsten alle sydkoreanske studerende lærer i dag engelsk under hele deres uddannelse, og nogle vælger måske også japansk eller mandarin.

## Religion
Ifølge resultaterne fra folketællingen i 2015 erklærede mere end halvdelen af den sydkoreanske befolkning (56,9%) sig ikke tilknyttet nogen religiøse organisationer. Koreansk shamanisme (også kendt som Sindo eller Muisme) er Koreas indfødte religion, og den kan repræsentere en stor del af de ikke-tilknyttede. Faktisk, ifølge en 2012-undersøgelse, erklærede kun 15% af befolkningen sig ikke religiøse i den forstand, at de var "ateisme". Af de mennesker, der er tilknyttet en religiøs organisation, er de fleste kristne og buddhister. Ifølge 2015-folketællingen var 27,6% af befolkningen kristne (19,7% identificerede sig som protestanter, 7,9% som romersk-katolikker) og 15,5% var buddhister. Andre religioner omfatter islam (130.000 muslimer, for det meste vandrende arbejdere fra Pakistan og Bangladesh, men indbefattet omkring 35.000 koreanske muslimer), den hjemlige sekt wonbuddhisme og en række indfødte religioner, herunder cheondoisme (en konfucianiserende religion), jeungsanisme, daejongisme , Daesun Jinrihoe og andre. Religionsfrihed er garanteret af forfatningen, og der findes ingen statslig religion. [198] Samlet set har der været et mindre fald i kristendommen mellem 2005 og 2015 (fra 29% til 27,6%), et kraftigt fald i buddhismen (fra 22,8% til 15,5%) og en stigning i den ikke-tilknyttede befolkning (fra 47,2% til 56,9%).
Kristendommen er Sydkoreas største organiserede religion, der tegner sig for mere end halvdelen af alle sydkoreanske tilhængere af religiøse organisationer. Der er i dag ca. 13,5 millioner kristne i Sydkorea; omkring to tredjedele af dem tilhørende protestantiske kirker og resten til den romersk-katolske kirke. Antallet af protestanter har stagneret gennem 1990'erne og 2000'erne, men er steget til toppunkt i løbet af 2010'erne. Romersk Katolikker steg betydeligt mellem 1980'erne og 2000'erne, men faldt gennem 2010'erne. Kristendommen, i modsætning til i andre østasiatiske lande, fandt frugtbar grund i Korea i det 18. århundrede og ved slutningen af det 18. århundrede overtalte en stor del af befolkningen, da det faldende monarki støttede det og åbnet landet for udbredt proselytisme som del af et vestliggørelsesprojekt. Koreas Sindos svaghed, som i modsætning til japansk Shinto og Kinas religiøse system aldrig blev udviklet til en national religion af høj status, kombineret med den fattige tilstand af den koreanske buddhisme (efter 500 års undertrykkelse i hænderne på Joseon-staten, i det 20. århundrede var det næsten udryddet) en fri hånd til kristne kirker. Kristendommens lighed med indfødte religiøse fortællinger er blevet undersøgt som en anden faktor, der bidrog til dens succes på halvøen. Den japanske kolonisering af første halvdel af det 20. århundrede styrker yderligere identifikationen af kristendommen med koreansk nationalisme, da japansken samarbejdede indfødte koreanske sindo ind i den nipponiske kejserlige shinto, som de forsøgte at etablere på halvøen. Den udbredte Christianisering af Koreanerne fandt sted under statslig Shinto efter dens afskaffelse, og derefter i det uafhængige Sydkorea, da den nyoprettede militære regering støttede kristendommen og forsøgte at udelukke den oprindelige Sindo.
Blandt protestanter kirkesamfund er presbyterianismen den største. Omkring ni millioner mennesker tilhører en af de hundrede forskellige presbyterianske kirker; De største er den HapDong Presbyterian Church, TongHap Presbyterian Church, Koshin Presbyterian Church. Sydkorea er også næststørste missionær-sendende nation, efter USA.
Buddhismen blev introduceret til Korea i det 4. århundrede. Det blev snart en dominerende religion i det sydøstlige rige Silla, den region, der hidtil er vært for den stærkeste koncentration af buddhister i Sydkorea. I de andre stater i den tre kongedømmes periode, Goguryeo og Baekje, blev den henholdsvis statstrolden i 372 og 528. Det forblev statsguden i senere Silla (Nordsøster Perioden) og Goryeo. Det blev senere undertrykt gennem meget af den efterfølgende historie under det ensartede kongerige Joseon (1392-1897), som officielt vedtog en streng koreansk konfucianisme. I dag har Sydkorea omkring 7 millioner buddhister, de fleste af dem er tilknyttet Jogye-ordren. De fleste af de sydlige Koreas nationale skatte er buddhistiske genstande.

## Sundhed
Sydkorea har et generelt sundhedssystem.
Selvmord i Sydkorea er et alvorligt og udbredt problem, og landet står dårligt på verdenslykkeberetninger for en højindkomststat. Selvmordsraten var den højeste i G20 i 2015 (24,1 dødsfald pr. 100.000 personer).
Sydkoreanske hospitaler har avanceret medicinsk udstyr og faciliteter let tilgængelige, ranking 4 for MR-enheder pr. Indbygger og 6 for CT-scannere pr. Indbygger i OECD. Det havde også OECD's næststørste antal hospitalsseng pr. 1000 personer på 9,56 senge.
Forventet levetid er steget hurtigt, og Sydkorea er i 11. verdensklasse 11. år i verden for en forventet levetid på 82,3 år af WHO i 2015.

## Kultur
Sydkorea deler sin traditionelle kultur med Nordkorea, men de to Koreas har udviklet særskilte nutidige kulturformer siden halvøen blev opdelt i 1945. Historisk set har kulturen i Korea været stærkt påvirket af naboskabs-Kina, men det har det alligevel lykkes at udvikle en unik kulturel identitet, der adskiller sig fra dets større nabo. Dens rige og livlige kultur omfatter 19 UNESCO-immaterielle kulturarv for menneskeheden, den tredjestørste i verden sammen med 12 verdensarvssteder. Det sydkoreanske ministerium for kultur, sport og turisme opfordrer aktivt den traditionelle kunst såvel som moderne former gennem finansiering og uddannelsesprogrammer.
Sydkoreas industrialisering og urbanisering har medført mange ændringer i den måde, som moderne koreanere lever. Ændring af økonomi og livsstil har ført til en koncentration af befolkningen i større byer, især hovedstaden Seoul, med generationer af flere generationer, der adskiller sig i levevilkår for nuklear familier. En 2014 Euromonitor-undersøgelse viste, at sydkoreanerne drikker mest alkohol hver uge i forhold til resten af verden. Sydkoreanerne drikker gennemsnitligt 13,7 genstande om ugen og af de 44 andre lande, der analyseres, følger Rusland, Filippinerne og Thailand.

### Skriftsprog
Det koreanske skriftsprog blev fuldt udviklet i 1400-tallet. Før den tid fandtes der ingen koreansksproget litteratur. Derimod findes meget ældre litteratur på kinesisk, som er skrevet i Korea. I 1400-tallet under den berømte koreanske kong Sejong blev der udarbejdet et nyt koreansk alfabet kaldet Hangul. Meningen med det nye alfabet var at gøre det let for almindelige mennesker at lære at læse og skrive. Den moderne udgave af Hangul-alfabetet består af kun 24 bogstaver og det er derfor muligt at lære at læse koreansk på kort tid.

### helligdage
Der er mange officielle helligdage i Sydkorea. Koreansk nytårsdag eller "Seollal" fejres på den første dag i den koreanske månekalender. Koreansk uafhængighedsdag falder den 1. marts og fejres denne dag. Mindedagen fejres den 6. juni, og dens formål er at ære de mænd og kvinder, der døde i Sydkoreas uafhængighedsbevægelse. Forfatningsdagen fejres den 17. juli, og det markerer udformningen af Republikken Koreas forfatning. Befrielsesdagen, den 15. august, markerer Koreas befrielse fra Japans overhøjhed i 1945. Hver 15. dag i den 8. måned fejrer koreanerne midtuumnfestivalen, hvor koreanere besøger deres forfædre hjembyer og spiser en række traditionelle koreanske fødevarer. Den 1. oktober fejres væbnede styrker dagen og ærer de sydkoreanske militærstyrker. 3. oktober er National Foundation Day. Hangul Dag, den 9. oktober mindes opfindelsen af hangul, det koreanske sprogs skriftlige alfabet.

### Kunst
Koreansk kunst har været stærkt påvirket af buddhismen og konfucianismen, som kan ses i de mange traditionelle malerier, skulpturer, keramik og scenekunst. Koreansk keramik og porcelæn, såsom Joseons baekja og buncheong, og Goryeos celadon er velkendte i hele verden. Den koreanske te ceremoni, pansori, talchum og buchaechum er også bemærkelsesværdige koreanske scenekunst.
Den moderne koreanske kunst i efterkrigstiden begyndte at blomstre i 1960'erne og 1970'erne, hvor sydkoreanske kunstnere interesserede sig for geometriske former og immaterielle emner. Etablering af en harmoni mellem menneske og natur var også populært i denne periode. På grund af social ustabilitet blev sociale spørgsmål et hovedemne i 1980'erne. Kunst blev påvirket af forskellige internationale begivenheder og udstillinger i Korea, og med det bragtes mere mangfoldighed. Den olympiske skulpturhave i 1988, gennemførelsen af 1993-udgaven af Whitney-biennalen til Seoul, oprettelsen af Gwangju-biennalen og det koreanske pavillon ved Venedig-biennalen i 1995 var bemærkelsesværdige begivenheder.

### Arkitektur
På grund af Sydkoreas tumultariske historie er konstruktion og ødelæggelse gentaget uendeligt, hvilket resulterer i en interessant sammensætning af arkitektoniske stilarter og design.
Koreansk traditionel arkitektur er kendetegnet ved dens harmoni med naturen. Gamle arkitekter udformede byggesystemet kendetegnet ved stråtag og opvarmede gulve kaldet ondol. Folk i de øvre klasser byggede større huse med elegant buede flisebelagt tag med løfteaksler. Traditionel arkitektur kan ses i paladser og templer, bevarede gamle huse kaldet hanok, og særlige steder som Hahoe Folk Village, Yangdong Village of Gyeongju og Korean Folk Village. Traditionel arkitektur kan også ses på de ni UNESCOs verdensarvssteder i Sydkorea.
Vestlige arkitektur blev først introduceret til Korea i slutningen af 1800-tallet. Kirker, kontorer for udenlandsk lovgivning, skoler og universitetsbygninger blev bygget i nye stilarter. Med anneksionen af Korea af Japan i 1910 påvirkede kolonistyret Koreas arkitektoniske arv, idet den japanske stil blev introduceret i moderne arkitektur. Den anti-japanske stemning og koreakrigen førte til ødelæggelsen af de fleste bygninger, der blev bygget i denne periode.
Koreansk arkitektur indtrådte i en ny udviklingsfase under efterkoreanske krigsrekonstruktion med moderne arkitektoniske tendenser og stilarter. Stimuleret af den økonomiske vækst i 1970'erne og 1980'erne viste aktiv ombygning nye horisonter inden for arkitektonisk design. I forlængelse af 1988-OL i Seoul har Sydkorea været vidne til en bred variation af stilarter i sit arkitektoniske landskab, der for en stor del skyldes åbningen af markedet for udenlandske arkitekter. Moderne arkitektoniske bestræbelser har hele tiden forsøgt at afbalancere den traditionelle filosofi om "harmoni med naturen" og den hurtige urbanisering, som landet har gennemgået i de senere år.

#### Steder på UNESCO's Verdensarvsliste i Sydkorea
- Changdeokgung paladskomplekset
- Gochang, Hwasun, og Ganghwa Dolmen steder
- Det historiske område Gyeongju
- Haeinsa-templet
- Hwaseong-fæstningen i Suwon
- Jongmyo Shrie
- Seokguram-grotten og Bulguksa-templet

### Køkken
Koreansk køkken, Hanguk Yori (한국 요리; 韓國 料理), eller hansik (한식; 韓 食), har udviklet sig gennem århundreder af social og politisk forandring. Ingredienser og retter varierer efter provinsen. Der er mange betydelige regionale retter, der har spredt sig i forskellige variationer til hele landet i dag. Den koreanske kongelige hofkøkken har engang bragt alle de unikke regionale specialiteter sammen for den kongelige familie. Måltider, der nydes af både den kongelige familie og de almindelige koreanske borgere, er blevet reguleret af en unik etikettekultur.
Koreansk køkken er i høj grad baseret på ris, nudler, tofu, grøntsager, fisk og kød. Traditionelle koreanske måltider noteres for antallet af sidevarme, banchan (반찬), der ledsager dampkogt kortkornet ris. Hvert måltid er ledsaget af mange banchan. Kimchi (김치), en fermenteret, sædvanligvis krydret grøntsagskål serveres almindeligvis ved hvert måltid og er en af de mest kendte koreanske retter. Koreansk køkken involverer normalt tunge krydderurter med sesamolie, dojang (된장), en type fermenteret sojabønnepasta, sojasovs, salt, hvidløg, ingefær og gochujang (고추장), en varm peberpasta. Andre kendte retter er Bulgogi (불고기), grillet marineret oksekød, Gimbap (김밥), Tteokbokki (떡볶이), en krydret snack bestående af riskage krydret med gochujang eller en krydret chilipasta, endvidere Japchae, Samgyeopsal, Samgyetang og Sundae (ikke at forveksle med isdesserten af samme navn).
Supper er også en fælles del af et koreansk måltid og serveres som en del af hovedretten snarere end i begyndelsen eller slutningen af måltidet. Supper kendt som guk (국) fremstilles ofte med kød, skaldyr og grøntsager. På samme måde som guk har tang (탕; 湯) mindre vand og serveres oftere i restauranter. En anden type er jjigae (찌개), en gryderet, der typisk er stærkt krydret med chili peber og serveret kogende varmt.
Populære koreanske alkoholholdige drikkevarer omfatter Soju, Makgeolli og Bokbunja ju.
Korea er unikt blandt asiatiske lande i brugen af spisepinde af metal. Spisepinde af metal er blevet fundet på tilhørende Goguryeo-tiden.

### Underholdning
Ud over det indenlandske forbrug har Sydkorea en blomstrende underholdningsindustri, hvor forskellige facetter af sydkoreansk underholdning, herunder tv-dramaer, film og populærmusik, har skabt betydelige finansielle indtægter for landets økonomi. Det kulturelle fænomen, kendt som Hallyu eller "Korean Wave", har fejet over mange lande i hele Asien, hvilket gør Sydkorea til en blød stormagt som eksportør af populær kultur og underholdning med publikummer, der omfatter vestlige lande som USA og Storbritannien.

#### Musik
Indtil 1990'erne dominerede trot og traditionelle koreanske folkebaserede ballader sydkoreansk populærmusik. Fremkomsten af den sydkoreanske popgruppe Seo Taiji and Boys i 1992 markerede et vendepunkt for sydkoreansk populærmusik, også kendt som K-pop, da genren moderniserede sig fra at inkorporere elementer af populære musikalske genrer fra hele verden som vestlig popmusik, eksperimentel musik, jazz, gospel, latin, klassisk, hip hop, moderne R&B, dance, reggae, country, folkemusik og rock ud over sine unikke traditionelle koreanske musikrødder. Vestlig stil, pop, hip hop, rytme og blues, rock, folkemusik, elektroniske danseorienteret musik er blevet dominerende på den moderne sydkoreanske populære musikscene, selvom trot stadig nyder stor popularitet blandt ældre sydkoreanere. K-popstjerner og -grupper er velkendte i hele Asien og har opnået international berømmelse og skaffer landet millioner af dollars i eksportindtægter. Mange K-pop-grupper har også været i stand til at sikre talrige oversøiske fans ikke mindst via online sociale medieplatforme som YouTube. Sydkoreanske sanger PSY blev en international sensation, da hans sang "Gangnam Style" toppede globale musikoversigter i 2012.

#### Film
Siden succesen med filmen Shiri i 1999 er den koreanske filmindustri begyndt at få anerkendelse internationalt. Indenlandske film har en dominerende andel af markedet, dels på grund af kvoteordninger, der kræver, at biografer skal vise koreanske film mindst 73 dage om året.

#### TV
Sydkoreanske tv-shows er blevet populære uden for Korea. Sydkoreanske tv-dramaer, kendt som K-dramaer, er begyndt at finde berømmelse internationalt. Mange dramaer har en tendens til at have et romantisk fokus, som Princess Hours, You're Beautiful, Playful Kiss, My Name is Kim Sam Soon, Boys Over Flowers, Winter Sonata, Autumn in My Heart, Full House, City Hunter, All About Eve, Secret Garden, I Can Hear Your Voice, Master's Sun, My Love from the Star, Healer, Descendants of the Sun and Guardian: The Lonely and Great God. Historiske dramaer omfatter Faith, Dae Jang Geum, The Legend, Dong Yi, Moon Embracing the Sun samt Sungkyunkwan Scandal.

### Sport
Kampsporten Taekwondo stammer fra Korea. I 1950'erne og 1960'erne blev de moderne regler standardiseret, idet taekwondo blev en officiel olympisk sport i 2000. Andre koreanske kampsportsgrene omfatter taekkyeon, hapkido, Tang Soo Do, Kuk Sool Won, kumdo og subak.
Fodbold og baseball er traditionelt blevet betragtet som de mest populære sportsgrene i Korea. Nylige undersøgelser viser, at et flertal, 41% af de sydkoreanske sportsfans fortsætter med at identificere sig som fodboldfans, med baseball placeret på en andenplads på 25% af de adspurgte. Men afstemningen viste ikke i hvilket omfang de adspurgte følger begge sportsgrene. Sydkoreas nationale fodboldhold blev det første fodboldhold i Det Asiatiske Fodboldforbund som nåede semifinalen i FIFA-VM i 2002 i FIFA-verdensmesterskabet, der var fælles for Sydkorea og Japan. Korea-landsholdet (som det er kendt) har kvalificeret sig til hvert verdensmesterskab siden VM i Mexico i 1986. Ved Sommer-OL 2012 vandt Sydkorea bronzemedalje i fodbold.
Baseball blev først introduceret til Korea i 1905 og er siden blevet mere og mere populært, og nogle kilder hævder, at den har overskredet fodbold som den mest populære sport i landet. De seneste år har været præget af stigende deltagelses- og billetpriser for professionelle baseballspil. Korea Professional Baseball League, et 10-holdsliga, blev grundlagt i 1982. Sydkoreas landshold endte på en tredjeplads i World Baseball Classic 2006 og andenplads i 2009-turneringen. Holdets 2009 finale mod Japan blev bredt set i Korea, med en stor skærm ved Gwanghwamun-krydset i Seoul, der sendte spillet live. Ved Sommer-OL 2008 vandt Sydkorea guldmedalje i baseball. I 1982 vandt Korea også guldmedaljen i Baseball World Cup. Ved Asian Games 2010 vandt det koreanske nationale baseballhold guldmedalje. Flere koreanske spillere er begyndt at spille i Major League Baseball.
Basketball er også en populær sport i landet. Sydkorea har traditionelt haft et af de bedste basketballhold i Asien og et af kontinentets stærkeste basketball-lande. Seoul var i 1967 og 1995 vært for asiatiske basketball mesterskabet. Koreas nationale basketballhold har vundet 23 medaljer.
Sydkorea var vært for Asiatiske Lege i 1986 (Seoul), 2002 (Busan) og 2014 (Incheon). Det var også vært for Winter Universiade i 1997, de asiatiske vinterlege i 1999 og Summer Universiade i 2003, 2015. Sydkorea var vært for Sommer-OL 1988 i Seoul og endte i medaljestillingen på en fjerdeplads med 12 guldmedaljer, 10 sølvmedaljer og 11 bronzemedaljer. Sydkorea klarer sig som regel godt i bueskydning, skydning, bordtennis, badminton, kortbaneskøjteløb, håndbold, hockey, freestyle wrestling, græsk-romersk brydning, baseball, judo, taekwondo, hurtigløb på skøjter, kunstskøjteløb og vægtløftning. Seoul Olympic Museum er et museum i Seoul, Sydkorea, dedikeret til Sommer-OL 1988.
Den 6. juli 2011 blev Pyeongchang valgt af IOC til vært for Vinter-OL 2018.
Sydkorea har vundet flere medaljer i Vinter-OL end noget andet asiatisk land med i alt 45 medaljer (23 guld, 14 sølv og 8 bronze). Ved Vinter-OL 2010 rangerede Sydkorea på en femteplads i den samlede medaljeplacering. Sydkorea er især stærk i kortbaneløb på skøjter. Hurtigskøjteløb og kunstskøjteløb er imidlertid også meget populære, og ishockey er en fremvoksende sport efter, at Anyang Halla vandt deres første Asia League Ice Hockey i marts 2010.
Seoul var vært for en professionel triathlon-konkurrence, som er en del af World Championship Series International Triathlon Union i maj 2010. I 2011 var den sydkoreanske by Daegu vært for IAAF World Championships 2011 i atletik.
I oktober 2010 blev det første Formel 1-løb afholdt i Sydkorea på Korea International Circuit i Yeongam, omkring 400 kilometer syd for Seoul. Korea Grand Prix blev afholdt fra 2010 til 2013, men blev ikke sat på F1-kalenderen i 2014.
Hestevæddeløb er også populært blandt sydkoreanere, og Seoul Race Park i Gwacheon, Gyeonggi-do er den af de tre væddeløbsbaner, der ligger nærmest Seoul.

## Geografi
Uddybende artikel: Sydkoreas geografi

### Beliggenhed
Sydkorea udgør den sydlige del af Koreahalvøen, som strækker sig omkring 1.100 km ud fra det asiatiske fastland. Halvøen omgives af Vesthavet i vest, og Østhavet i øst. I syd ligger Østkinesiske hav og Koreastrædet som skiller Sydkorea fra Japan.
Landet, medregnet alle øer, ligger mellem 33. og 39. breddegrad nord, og 124. og 131. længdegrad øst. Det totale areal er 100.032 km².

### Landskabstyper og geologi
Sydkorea kan groft inddeles i fire regioner: et østlig område med høje bjergkæder og smalle kystsletter, en vestlig region med brede kystsletter, vandløb og bølgende bakker, en sydvestlig region domineret af bjerge og dale, og en sydøstlig region domineret af det brede afvandingsområde for Nakdongfloden.
I modsætning til Japan eller de nordlige provinser i Kina er den koreanske halvø geologisk stabil. Det er ingen aktive vulkaner, og det har været få kraftige jordskælv. Historiske skrifter beskriver dog vulkansk aktivitet på Hallabjerget under Goryeo-dynastiet (918–1392).
Lavlandet, hovedsagelig i vest og sydøst, udgør kun 30% af det totale landareal.
Gennem århundrederne har Koreas indbyggere ryddet de fleste af de gamle koreanske skove, med undtagelse af nogen fjerntliggende bjergområder. Afskovningen har været en vigtig årsag til erosion og oversvømmelser. På grund af skovplantningsprogrammer og mindsket brug af træ som energikilde siden 1960-erne, var det meste af Sydkoreas højdedrag i 1980-erne rigelig dækket med skov. Sydkorea har ingen omfattende sletteområder, lavlandet er et produkt af erosion.
Omkring tre tusinde øer, de fleste små og ubeboede, ligger ud for den vestlige og sydlige kyst af Sydkorea. Jeju-do ligger ca. 100 kilometer ud for den sydlige kyst af Sydkorea. Det er landets største ø, med et areal på 1.845 kvadratkilometer. Jeju er også stedet for Sydkoreas højeste punkt: Hallasan, en uddød vulkan på 1.950 meter over havet. De østligste øer i Sydkorea er Ulleungdo og Dokdo, mens Marado og Socotrarevet er de sydligste øer.
Sydkorea har 20 nationalparker. Den største, Jiribjerget nationalpark i sydvest, var også landets første nationalpark, oprettet i 1967.

### Vand og vandløb
Nakdongfloden er Sydkoreas længste flod (521 km). Hanfloden, som strømmer gennem Seoul, er 514 kilometer lang, og Geumfloden er 401 kilometer lang. Andre store floder er Imjinfloden, som strømmer gennem både Nordkorea og Sydkorea og danner en flodmunding med Hanfloden, Bukhanfloden, en biflod til Han som også flyder ud af Nordkorea, og Seomjinfloden. De store floder strømmer fra nord til syd eller fra øst til vest og udmunder i Det Gule Hav eller Koreastrædet. De plejer at være brede og lavvandede, og at have store sæsonmæssige variationer i vandføringen.

### Bjerge
Vel 70 % af Sydkorea består af bjerge. Højeste bjergtop er den uddøde vulkan Hallasan (san = "bjerg") som er 1.950 meter over havet og som er kegle af en vulkansk formation som udgør øen Jeju syd for Koreahalvøen. Højeste bjerg på fastlandet er Jirisan i syd som er 1.915 meter over havet og Seoraksan i nordøst, som er 1.708 meter over havet. I Sydkorea ligger fem større bjergkæder, størst er Taebaekbjergene som går langs østkysten af halvøen. Næst størst er Sobaekbjergene som går sydvestover fra Taebaekbjergene. Mindre bjergkæder i indlandet er Charyeongbjergene og Noryangbjergene. Bjergkæden Baekdudaegan er Koreahalvøens symbolske rygrad og strækker sig fra Paektubjerget i Nordkorea ved den kinesiske grænse og fortsætter sydover og inkluderer både bjergkæderne Taebaek og Sobaek og ender helt i syd i Jiribjerget.

### Klima
| Vejr for Sydkorea       | Vejr for Sydkorea | Vejr for Sydkorea | Vejr for Sydkorea | Vejr for Sydkorea | Vejr for Sydkorea | Vejr for Sydkorea | Vejr for Sydkorea | Vejr for Sydkorea | Vejr for Sydkorea | Vejr for Sydkorea | Vejr for Sydkorea | Vejr for Sydkorea | Vejr for Sydkorea |
|                         | Jan               | Feb               | Mar               | Apr               | Maj               | Jun               | Jul               | Aug               | Sep               | Okt               | Nov               | Dec               | År                |
| ----------------------- | ----------------- | ----------------- | ----------------- | ----------------- | ----------------- | ----------------- | ----------------- | ----------------- | ----------------- | ----------------- | ----------------- | ----------------- | ----------------- |
| Gennemsnitlig maks °C   | 2,8               | 4,6               | 9,9               | 16,8              | 21,7              | 24,8              | 27,4              | 28,5              | 24,4              | 19,5              | 12,1              | 5,8               | 16,5              |
| Gennemsnitlig °C        | −2,1              | −0,3              | 4,6               | 10,9              | 15,9              | 20                | 23,6              | 24,4              | 19,6              | 13,7              | 6,9               | 0,8               | 11,5              |
| Gennemsnitlig min °C    | −7                | −5,2              | −0,8              | 5                 | 10,2              | 15,3              | 19,9              | 20,4              | 14,9              | 8                 | 1,8               | −4,2              | 6,5               |
| Gennemsnitlig nedbør mm | 37                | 44                | 66                | 110               | 111               | 187               | 289               | 247               | 159               | 67                | 57                | 30                | 1.404             |
| Kilde:                  |                   |                   |                   |                   |                   |                   |                   |                   |                   |                   |                   |                   |                   |

Selv om det meste af Østasien har et tropisk monsunklima, minder klimaet i Sydkorea mere om et tempereret klima med fire distinkte årstider. Bevægelsen af luftmasser fra det asiatiske kontinent udøver større indflydelse på Sydkoreas vejr end vindene fra Stillehavet. Vintrene er almindeligvis lange, kolde og tørre, mens sommeren er kort, varm og fugtig. Forår og efterår er behagelige, men har kort varighed. Seouls gennemsnitlige temperatur i januar ligger mellem -5° og -2,5 °C, i juli er middeltemperaturen ca. 22,5° til 25 °C. På grund af sin sydlige og maritime beliggenhed har Jeju varmere og mildere vejr end andre dele af Sydkorea. Middeltemperaturer på Jeju varierer fra 2,5 °C i januar til 25 °C i juli.
Landet har normalt tilstrækkelig nedbør til at opretholde landbruget. År med mindre end 750 mm nedbør er sjældne, for det meste er nedbørsmængden over 1000 mm årlig. Nedbørsmængder kan imidlertid variere fra år til år. Alvorlig tørke forekommer omtrent en gang hvert 8 år, især i den risproducerende sydvestlige del af landet. Det regner mest om sommeren, hvor vinden ændrer retning, idet varm og fugtig luft kommer ind fra Stillehavet. Omkring to tredjedele af den årlig nedbør falder mellem juni og september. Det regner mest i syd og mindst på læsiden af halvøen.
Sydkorea er mindre sårbar for tyfoner end Japan, Taiwan, østkysten af Kina, eller Filippinerne. Fra en til tre tyfoner kan forventes per år. Tyfoner passerer normalt over Sydkorea i slutningen af sommeren, især i august, og medbringer styrtregn. Monsunvinden blæser fra juni til september. Oversvømmelse kan i enkelte tilfælde forårsage betydelig skade.
Luft- og vandforureningen begyndte at være mærkbar i 1970'erne. Vestkysten ved det Gule Hav er i dag alvorligt forurenet.

## Dyreliv
Dyrelivet har taget stor skade af, at naturlige biotoper er blevet ødelagt ved skovrydning. Det findes stadig hjorte og vildsvin, men andre dyr som bjørn, los, tiger og leopard findes kun i afsidesliggende bjergområder.

## Politik
Under sin nuværende sjette forfatning bliver staten undertiden omtalt som Den Sjette Republik Sydkorea. Som mange demokratiske stater har Sydkorea en regering opdelt i tre grene: den lovgivende, den udøvende og den dømmende magt. De lovgivende og udøvende grene opererer primært på nationalt plan, selv om forskellige ministerier i forvaltningsafdelingen også udfører lokale funktioner. Lokale regeringer er semi-autonome, og de har deres egne og administrative organer. Den juridiske gren opererer både på nationalt og lokalt niveau. Sydkorea er et forfatningsmæssigt demokrati.

### Sydkoreas nationalforsamling
Den sydkoreanske regerings struktur er bestemt af Republikken Koreas forfatning. Dette dokument er blevet revideret flere gange siden dets første udformning i 1948 ved landets uafhængighed. Det har dog bevaret mange brede karakteristika, og med undtagelse af den kortvarige anden republik Sydkorea har landet altid haft et præsidentsystem med en uafhængig statsminister. Det første direkte valg blev også afholdt i 1948. Selvom Sydkorea oplevede en række militære regeringer fra 1960'erne til 1980'erne, har den siden udviklet sig til et vellykket liberalt demokrati. I dag beskriver CIA World Factbook Sydkoreas demokrati som et "fuldt fungerende moderne demokrati". Sydkorea er rangeret nr. 37 på Korruption Perceptions Index, med moderat kontrol med korruption.

### Udenrigsrelationer
Sydkorea opretholder diplomatiske forbindelser med mere end 188 lande. Landet har også været medlem af De Forenede Nationer siden 1991, da det blev en medlemsstat samtidig med Nordkorea. Fra 1. januar 2007 fungerede den tidligere sydkoreanske udenrigsminister Ban Ki-moon som FN's generalsekretær frem til 2016. Landet har også udviklet forbindelser med Association of South East Asian Nations som begge medlem af ASEAN Plus tre, et organ af observatører og East Asia Summit (EAS).
I november 2009 sluttede Sydkorea sig til OECD's Udviklingsbistandskomité, hvilket var første gang et tidligere støttemodtagerland sluttede sig til gruppen som donormedlem.
Sydkorea var vært for G20-topmødet i Seoul i november 2010, et år, hvor Sydkorea og Den Europæiske Union indgik en frihandelsaftale for at mindske handelshindringer. Sydkorea fortsatte med at indgå en frihandelsaftale med Canada og Australien i 2014 og en anden med New Zealand i 2015.

#### Forholdet til Nordkorea
Både Nord- og Sydkorea hævder fuldstændig suverænitet over hele halvøen og de yderliggende øer. På trods af det gensidige fjendskab har forsoningsindsatsen været i gang siden den første adskillelse mellem Nord- og Sydkorea. Politiske personer som Kim Koo arbejdede for at forene de to styrer selv efter koreakrigen. Efter langvarigt fjendskab efter koreakrigen fra 1950 til 1953 undertegnede Nordkorea og Sydkorea en aftale om at forfølge fred. Den 4. oktober 2007 undertegnede Roh Moo-Hyun og den nordkoreanske leder Kim Jong-il en ottepunkts aftale om spørgsmål om permanent fred, forhandlinger på højt plan, økonomisk samarbejde, fornyelse af togforbindelser, motorvej og flyrejser og et fælles olympisk heppekor.
På trods af solskinspolitikken og forsoningsindsatsen blev fremskridtene kompliceret på grund af nordkoreanske missiltests i 1993, 1998, 2006, 2009 og 2013. Fra begyndelsen af 2009 var forholdet mellem Nord og Sydkorea meget spændt; Nordkorea blev rapporteret at have udplaceret missiler, afsluttede sine tidligere aftaler med Sydkorea og truede Sydkorea og USA for ikke at blande sig i en satellitlancering, som den havde planlagt. Nord og Sydkorea er stadig teknisk i krig (har aldrig undertegnet en fredsaftale efter koreakrigen) og deler verdens stærkest befæstede grænse. Den 27. maj 2009 erklærede nordkoreanske medier, at hæren ikke længere er gyldig på grund af den sydkoreanske regerings løfte om at "helt sikkert slutte sig til "Proliferation Security Initiative". For yderligere at komplicere og intensivere stammer mellem de to nationer, synkroniseringen af det sydkoreanske krigsskib Cheonan i marts 2010, bekræftes af den sydkoreanske regering for at være forårsaget af en nordkoreansk torpedo, hvilket Nordkorea benægter. Præsident Lee Myung-bak erklærede i maj 2010, at Seoul ville reducere al handel med Nordkorea som en del af foranstaltninger, der primært havde til formål at slå tilbage i Nordkorea diplomatisk og økonomisk, med undtagelse af det fælles Kaesong Industrial Project og humanitær bistand. Nordkorea truede i første omgang med at ophæve alle bånd, fuldstændigt ophæve den tidligere pagt af ikke-aggression og udvise alle sydkoreanere fra en fælles industrisone i Kaesong, men trak tilbage på sine trusler og besluttede at fortsætte sine bånd med Sydkorea. På trods af de fortsatte bånd har Kaesong-industriområdet oplevet et stort fald i investeringer og arbejdskraft som følge af denne militære konflikt. I februar 2016 blev Kaesong-komplekset lukket af Seoul som reaktion på Nordkoreas lancering af en raket tidligere i måneden, der blev enstemmigt fordømt af De Forenede Nationers Sikkerhedsråd. 2017 valget af præsident Moon Jae-in bevirkede en forandring i forholdet til nord, og begge sider brugte det i Sydkorea afholdte Vinter-OL 2018 som en mulighed for fornyet kontakt, med en meget højtstående nordkoreanske politiske delegation sendt til legene, og et gensidigt besøg af højtstående sydkoreanske kabinetsmedlemmer i nord kort tid efter.

#### Forholdet til Kina
Historisk set havde Korea tætte forbindelser med dynastierne i Kina, og nogle koreanske kongeriger var medlemmer af det kejserlige kinesiske tributsystem. De koreanske kongeriger styrede også nogle kinesiske kongeriger, herunder kitanerne og manchurerne før Qing-dynastiet og modtog tribut fra dem. I moderne tider, men før dannelsen af Sydkorea, arbejdede koreanske uafhængighedsforkæmpere med kinesiske soldater under den japanske besættelse. Men efter 2. verdenskrig antog Folkerepublikken Kina maoismen, mens Sydkorea søgte tætte forbindelser med USA. Kina bistod Nordkorea med mandskab og forsyninger under Koreakrigen, og i dens spor ophørte det diplomatiske forhold mellem Sydkorea og Kina næsten helt. Forbindelserne optøede gradvist og Sydkorea og Kina genoprettede formelle diplomatiske forbindelser den 24. august 1992. De to lande forsøgte at forbedre de bilaterale relationer og løftede den 40-årige handelsembargo og sydkoreansk-kinesiske forbindelser har forbedret støt siden 1992. Republikken Korea afbrød de officielle forbindelser med Republikken Kina (Taiwan) efter at have opnået officielle forbindelser med Folkerepublikken Kina, som ikke anerkender Taiwans suverænitet.
Kina er langt fra Sydkoreas største handelspartner og stod for 26% af den sydkoreanske eksport i 2016 til 124 mia. Dollars, samt yderligere 32 mia. USD eksport til Hong Kong. Sydkorea er også Kinas 4. største handelspartner med 93 milliarder dollars af kinesisk import i 2016.
2017-deployeringen af THAAD-forsvarsmissiler af det amerikanske militær i Sydkorea som svar på nordkoreanske missiltests er blevet protesteret stærkt af den kinesiske regering, der er bekymret over, at det teknologisk avancerede missilforsvar kunne bruges mere bredt mod Kina. Forholdet mellem regeringerne er afkølet som reaktion, idet sydkoreanske handelsmæssige og kulturelle interesser i Kina er blevet målrettet, og den kinesiske turisme til Sydkorea er blevet begrænset. Situationen blev i vidt omfang løst af Sydkorea, der gjorde betydelige militære indrømmelser til Kina i bytte for THAAD, herunder ikke at udnytte flere anti-ballistiske missilsystemer i Sydkorea og ikke deltage i en alliance mellem USA og Japan.

#### Forholdet til Japan
Korea og Japan har haft vanskelige relationer siden oldtiden, men også en betydelig kulturel udveksling, med Korea som gateway mellem Asien og Japan. Moderne opfattelser af Japan defineres stadig i vid udstrækning af Japans 35-årige kolonisering af Korea i det 20. århundrede, som i almindelighed anses for at have været meget negativ i Sydkorea. Japan er i dag Sydkoreas næststørste handelspartner med 12% (46 mia. USD) af eksporten i 2016.
Der var ingen formelle diplomatiske forbindelser mellem Sydkorea og Japan umiddelbart efter uafhængighed i slutningen af 2. Verdenskrig i 1945. Sydkorea og Japan undertegnede undertiden traktaten om grundlæggende forbindelser mellem Japan og Republikken Korea i 1965 for at etablere diplomatiske forbindelser. Der er tung anti-japansk stemning i Sydkorea på grund af en række uudslettede japansk-koreanske konflikter, hvoraf mange stammer fra den japanske besættelse efter den japanske anneksion af Korea. I løbet af Anden Verdenskrig tjente mere end 100.000 koreanere i den kejserlige japanske hær. Koreanske kvinder blev tvunget til at tjene den kejserlige japanske hær som seksuelle slaver, kaldet komfortkvinder, både i Korea og i de japanske krigsfronter.
Langvarige problemer som japanske krigsforbrydelser mod koreanske civile, negationistisk genskrivning af japanske lærebøger om japanske grusomheder under anden verdenskrig, de territoriale tvister over Liancourt Rocks, kendt i Sydkorea som "Dokdo" og i Japan som "Takeshima", og besøg af japanske politikere til Yasukuni-helligdommen, hvor ære for japanske mennesker (civile og militære), der blev dræbt under krigen, fortsætter med at forstyrre koreansk-japanske relationer. Liancourt Rocks var de første koreanske territorier, der blev tvunget til at blive undertvunget af Japan i 1905. Selvom det igen blev vendt tilbage til Korea sammen med resten af sit område i 1951 med undertegnelsen af San Francisco-traktaten, har Japan ikke tilbagekaldt sine påstande om, at Liancourt Rocks er japansk territorium. Som reaktion på den tidligere premierminister Junichiro Koizumis besøg i Yasukuni-helligdommen suspenderede tidligere præsident Roh Moo-hyun alle topmødet i Sydkorea og Japan i 2009.
Et topmøde mellem nationernes ledere blev afholdt den 9. februar 2018 under de koreanske holdt vinter-OL.

#### Forholdet til Den Europæiske Union
Den Europæiske Union (EU) og Sydkorea er vigtige handelspartnere. De havde forhandlet en frihandelsaftale i mange år efter, at Sydkorea var blevet udpeget som en prioriteret FTA-partner i 2006. Frihandelsaftalen blev godkendt i september 2010, og trådte i kraft den 1. juli 2011. Sydkorea er EU's tiende største handelspartner, og EU er blevet Sydkoreas fjerde største eksportmarked. EU's handel med Sydkorea oversteg € 90 mia. I 2015 og har haft en årlig gennemsnitlig vækstrate på 9,8% mellem 2003 og 2013.
EU har været den største enkelte udenlandske investor i Sydkorea siden 1962, og tegnede sig for næsten 45% af alle udenlandske direkte investeringer til Korea i 2006. Ikke desto mindre har EU-virksomheder haft betydelige problemer med adgang til og virksomhed på det sydkoreanske marked på grund af strenge standarder og testkrav for produkter og tjenester, hvilket ofte har skabt handelshindringer. Både i sine regelmæssige bilaterale kontakter med Sydkorea og gennem sin frihandelsaftale med Korea søger EU at forbedre denne situation.

#### Forholdet til USA
Det tætte forhold begyndte direkte efter 2. Verdenskrig, da USA midlertidigt administrerede Korea i tre år (hovedsageligt i syd, med Sovjetunionen engageret sig i Nordkorea) efter Japans tidligere forvaltning. Efter udbruddet af Koreakrigen i 1950 blev amerikanske styrker sendt til forsvare landet mod en invasion fra Nordkorea i syd, og efterfølgende kæmpede de som den største bidragyder af FN-tropper. USA's deltagelse var afgørende for at forhindre Republikken Koreas nederlag til de nordlige styrker, samt at genvinde de områder, der udgør den sydkoreanske stat i dag.
Efter våbenstilstanden blev Sydkorea og USA enige om en "gensidig forsvarstraktat", i henhold til hvilken et angreb på nogen af parterne i Stillehavsområdet ville føre til et svar fra begge. I 1967 opfyldte Sydkorea den gensidige forsvarsaftale ved at sende en stor kampstyrke for at støtte USA i Vietnamkrigen.
USA har over 23.000 tropper stationeret i Sydkorea, herunder USA's ottende hær, syvende luftvåben og US Naval Forces Korea. De to nationer har stærke økonomiske, diplomatiske og militære bånd, selv om de har til tider var uenige med hensyn til politikker over for Nordkorea og med hensyn til nogle af Sydkoreas industrielle aktiviteter, der involverer brugen af raket- eller nuklear teknologi. Der havde også været stærke antiamerikanske følelser i visse perioder, hvilket i høj grad er modereret i moderne dage.
De to nationer har også et tæt økonomisk forhold, idet USA er Sydkoreas næststørste handelspartner, der modtager for 66 milliarder dollar i eksport i 2016. I 2007 blev en frihandelsaftale kendt som frihandelsaftalen mellem Republikken Sydkorea og USA (KORUS FTA) indgået mellem Sydkorea og USA, men dens formelle gennemførelse blev gentagne gange forsinket, idet den afventede godkendelse af de lovgivende organer to lande. Den 12. oktober 2011 vedtog den amerikanske kongres den langsigtede handelsaftale med Sydkorea. Den trådte i kraft den 15. marts 2012.

## Administrativ inddeling
Sydkorea består af 9 provinser (do; 도; 道), 1 særligt byområde (Teukbyeolsi; 특별시; 特別市), og 6 byer (Gwangyeoksi; 광역시; 廣域市):
Særligt byområde

1. Seoul Teukbyeolsi (서울 특별시; 漢城特別市) 

Byer

2. Busan / Pusan Gwangyeoksi (부산 광역시; 釜山廣域市) 

3. Daegu / Taegu Gwangyeoksi (대구 광역시; 大邱廣域市) 

4. Incheon / Inchon Gwangyeoksi (인천 광역시; 仁川廣域市) 

5. Gwangju Gwangyeoksi (광주 광역시; 光州廣域市) 

6. Daejeon Gwangyeoksi (대전 광역시; 大田廣域市) 

7. Ulsan Gwangyeoksi (울산 광역시; 蔚山廣域市)

Provinser

8. Gyeonggi-do (경기도; 京畿道) 

9. Gangwon-do (강원도; 江原道) 

10. Nordchungcheong (Chungcheongbuk-do; 충청 북도; 忠清北道) 

11. Sydchungcheong (Chungcheongnam-do; 충청 남도; 忠清南道) 

12. Nordjeolla (Jeollabuk-do; 전라 북도; 全羅北道) 

13. Sydjeolla (Jeollanam-do; 전라 남도; 全羅南道) 

14. Nordgyeongsang (Gyeongsangbuk-do; 경상 북도; 慶尚北道) 

15. Sydgyeongsang (Gyeongsangnam-do; 경상 남도; 慶尚南道) 

16. Jeju-do (제주도; 濟州道) 

## Forsvaret
De fortsatte spændinger med Nordkorea har fået Sydkorea til at bruge 2,6 % af BNP og 15 % af alle offentlige udgifter til dets militær (offentlige udgifters andel af BNP: 14,967 %), mens man opretholder tvungen værnepligt for mænd. Sydkorea har derfor verdens syvendestørste antal aktive soldater (630.000 i 2017), verdens højeste antal reserver (7.500.000 i 2017) og det tiendestørste forsvarsbudget.
Det sydkoreanske militær består af hæren (ROKA), flåden (ROKN), luftvåbnet (ROKAF) og marinekorpset (ROKMC), samt reservestyrker. Mange af disse styrker er opmarcheret tæt på den koreanske demilitariserede zone. Alle sydkoreanske mænd er forfatningsmæssigt forpligtet til at tjene i militæret, typisk 21 måneder. Tidligere undtagelser for sydkoreanske statsborgere af blandet etnisk sammensætning er siden 2011 ikke længere gældende.
Udover mandlig værnepligt i Sydkoreas eget militær udvælges 1.800 engelskkyndige mænd hvert år til at tjene 21 måneder i KATUSA (Korean Augmentation Troops to the United States Army)-programmet for yderligere at hjælpe United States Forces Korea (USFK). I 2010 betalte Sydkorea 1,68 billioner sydkoreanske won (9,7 mia. DKK) i støtte til de amerikanske styrker i Sydkorea, ud over budgettet på 29,6 billioner won (170 mia. DKK) til sit eget militær.
Den sydkoreanske hær har 2.500 kampvogne i drift, herunder K1A1 og K2 Black Panther, som udgør rygraden i den sydkoreanske hærs mekaniserede, panser- og infanteristyrker. Et betydeligt arsenal af artilleripjecer, herunder 1.700 selvkørende K55 og K9 Thunder-haubitser og 680 helikoptere og droner af mange typer, samles for at yde ildstøtte, opklaring og logistik. Sydkoreas mindre men mere avancerede artilleristyrke og en bred vifte af luftbårne observationsplatforme er afgørende for artilleri-pejling af Nordkoreas store artilleristyrke, der opererer med mere end 13.000 artilleripjecer, der er en blanding af stationære og mobile.
Den sydkoreanske flåde er i gang med omdannelsen til en højsøflåde gennem oprettelsen af en stående flådestyrke, der omfatter en flotille af Chungmugong Yi Sun-sin-destroyere, Dokdo-landgangsfartøjer, Type 214 dieseldrevne ubåde og Kong Sejong den Store-destroyere, som er udstyret med det nyeste Aegis-radarsystem, der gør det muligt for skibe at spore og ødelægge flere krydser- og ballistiske missiler samtidigt, der udgør en integreret del af Sydkoreas oprindelige missilforsvar mod den nordkoreanske missiltrussel.
Det sydkoreanske luftvåben har 840 fly, hvilket gør det til verdens niendestørste luftvåben, med flere typer avancerede kampfly som F-15K og stærkt modificerede KF-16C/D, og den koreanskbyggede F/A-50  støttet af velholdte flåder af ældre jagerfly som F-4E og KF-5E/F, der stadig effektivt flyver sammen med de mere moderne fly. Foruden en numerisk styrke forsøger Sydkorea at opnå teknologisk overlegenhed med indførelsen af fire Boeing 737 AEW & C-fly under Project Peace Eye til centraliseret efterretningsindsamling og -analyse. På en moderne slagmark vil det forbedre kamp- og støtteflys evne til at udføre opdaterede og præcise missioner.
I maj 2011 underskrev Korea Aerospace Industries Ltd., Sydkoreas største flyproducent, en 400 millioner dollar-aftale om at sælge 16 T-50 Golden Eagle-skolefly til Indonesien, hvilket gør Sydkorea til det første land i Asien til at eksportere overlydsjetfly.
Fra tid til anden har Sydkorea sendt sine tropper til udlandet for at hjælpe amerikanske styrker. Det har deltaget i de fleste store konflikter, som USA har været involveret i de sidste 50 år. Sydkorea sendte 325.517 soldater sammen med amerikanske, australske, filippinske, newzealandske og sydvietnamesiske soldater i Vietnamkrigen med højst 50.000 ad gangen. I 2004 sendte Sydkorea 3.300 soldater fra Zaytun-divisionen for at hjælpe med at genopbygge det nordlige Irak og var den tredjestørste bidragsyder i koalitionsstyrkerne efter USA og Storbritannien. Fra begyndelsen af 2001 havde Sydkorea hidtil indsat 24.000 soldater i Mellemøsten for at støtte Krigen mod terror. Yderligere 1800 har været udsendt siden 2007 for at styrke FN's fredsbevarende styrker i Libanon.

### USA’s tilstedeværelse
USA har udstationeret et betydeligt kontingent af tropper for at forsvare Sydkorea. Der er ca. 28.500 amerikanske militærfolk udstationeret i Sydkorea, de fleste af dem i et år ad gangen. De amerikanske tropper, der primært er land- og flystyrker, er tildelt USFK og hovedsagelig tildelt den amerikanske hærs 8. armé eller det amerikanske luftvåbens 7. luftflåde. De er stationeret på baser i Osan, Kunsan, Yongsan, Dongducheon, Sungbuk, Camp Humphreys og Daegu, samt på Camp Bonifas i det fælles sikkerhedsområde DMZ.
En fuldt operativ FN-kommando er øverst på kommandovejen for alle styrker i Sydkorea, herunder de amerikanske styrker og hele det sydkoreanske militær - hvis en pludselig opblussen af krig mellem Nord- og Sydkorea skulle opstå, vil USA tage kommandoen over de sydkoreanske væbnede styrker i alle militære og paramilitære træk. Der er en langsigtet aftale mellem USA og Sydkorea om, at Sydkorea på et tidspunkt skulle overtage kommandoen over sit eget forsvar. Denne overgang til en sydkoreansk kommando har været langsom og udskydes ofte, selv om den i øjeblikket er planlagt til at ske i begyndelsen af 2020'erne.

### Militærnægtere
Sydkoreanske mænd, der nægter eller afviser at udføre militærtjeneste af samvittighedsgrunde, bliver typisk fængslet, idet over 600 personer normalt er fængslet til enhver tid, mere end i resten af verden til sammen. Langt størstedelen af disse er unge mænd fra Jehovas Vidner.

## Økonomi
Sydkoreas sammensatte økonomi rangerer som nr. 11. nominelt og nr. 13. med hensyn til BNP i verden, hvilket gør det til en af de største økonomier i G20. Det er et udviklet land med en højindkomstøkonomi og er OECD's mest industrialiserede medlemsland. Sydkoreanske varemærker som LG Electronics og Samsung er internationalt berømte og har givet Sydkorea dets omdømme for dets kvalitetselektronik og andre sydkoreansk fremstillede varer.
Den massive investering i uddannelse har taget landet fra udbredt analfabetisme til et internationalt teknologisk midtpunkt. Landets nationale økonomi nyder godt af en højt uddannet arbejdsstyrke og er blandt de højest uddannede lande i verden med en af de højeste procentdel af dets borgere, der har en videregående uddannelse. Sydkoreas økonomi var en af verdens hurtigst voksende fra begyndelsen af 1960'erne til slutningen af 1990'erne og var fortsat et af de hurtigst voksende industrilande i 2000'erne sammen med Hong Kong, Singapore og Taiwan, de andre tre asiatiske tigre. Sydkoreanerne omtaler denne vækst som Miracle on Han River. Den sydkoreanske økonomi er stærkt afhængig af international handel, og i 2014 var Sydkorea den femte største eksportør og syvende største importør i verden.
På trods af den sydkoreanske økonomis høje vækstpotentiale og tilsyneladende strukturelle stabilitet lider landet skade på kreditvurderingen på aktiemarkedet på grund af krigsførelse i Nordkorea til tider med dybe militære kriser, hvilket har en negativ indvirkning på de sydkoreanske finansielle markeder. Den Internationale Valutafond roser den sydkoreanske økonomis modstandsdygtighed mod forskellige økonomiske kriser med henvisning til lav statsgæld og høje finanspolitiske reserver, der hurtigt kan mobiliseres for at imødegå finansielle nødsituationer. Skønt den var hårdt ramt af den asiatiske økonomiske krise i slutningen af 1990'erne, lykkedes det den sydkoreanske økonomi at opnå et hurtigt opsving og efterfølgende tredoblede BNP.
Desuden var Sydkorea et af de få udviklede lande, der kunne undgå en recession under den globale finanskrise i 2009. Dens økonomiske vækst nåede 6,2 % i 2010 (den hurtigste vækst i otte år efter en betydelig vækst med 7,2 % i 2002), et skarpt opsving fra de økonomiske vækstrater på 2,3 % i 2008 og 0,2 % i 2009, da den globale finanskrise ramt. Arbejdsløsheden i Sydkorea forblev også lav i 2009 på 3,6 %.
Sydkorea blev medlem af Organisationen for Økonomisk Samarbejde og Udvikling (OECD) i 1996.
Følgende liste indeholder de største sydkoreanske virksomheder ved indtægter i 2017, som alle er opført som en del af Fortune Global 500:
| Rang | Navn                     | Hovedsæde | Omsætning (Mil. $) | Profit (Mil. $) | Formue (Mil. $) |
| ---- | ------------------------ | --------- | ------------------ | --------------- | --------------- |
| 01.  | Samsung Electronics      | Suwon     | 173,957            | 19,316          | 217,104         |
| 02.  | Hyundai Motor            | Seoul     | 80,701             | 4,659           | 148,092         |
| 03.  | SK Holdings              | Seoul     | 72,579             | 659             | 85.332          |
| 04.  | Korea Electric Power     | Naju      | 51,500             | 6,074           | 147,265         |
| 05.  | LG Electronics           | Seoul     | 47,712             | 66              | 31,348          |
| 06.  | POSCO                    | Pohang    | 45,621             | 1,167           | 66,361          |
| 07.  | Kia Motors               | Seoul     | 45,425             | 2,373           | 42,141          |
| 08.  | Hanwha                   | Seoul     | 40,606             | 423             | 128,247         |
| 09.  | Hyundai Heavy Industries | Ulsan     | 33,881             | 469             | 40,783          |
| 010. | Hyundai Mobis            | Seoul     | 32,972             | 2,617           | 34,541          |
| 011. | Samsung Life Insurance   | Seoul     | 26,222             | 1,770           | 219,157         |
| 012. | Lotte Shopping           | Seoul     | 25,444             | 144             | 34,710          |
| 013. | Samsung C&T              | Seoul     | 24,217             | 92              | 36,816          |
| 014. | LG Display               | Seoul     | 22,840             | 781             | 20,606          |
| 015. | GS Caltex                | Seoul     | 22,207             | 1,221           | 15,969          |

### Transport, energi og infrastruktur
Sydkorea har et teknologisk avanceret transportnet bestående af højhastighedstog, motorveje, busruter, færgeforbindelser og flyruter, der krydser landet. Korea Expressway Corporation opererer vejbaner og servicefaciliteter undervejs.

#### Jernbaner
Korail tilbyder hyppige togforbindelser til alle større sydkoreanske byer. To jernbanelinjer, Gyeongui og Donghae Bukbu Line, til Nordkorea bliver nu forbundet igen. Det koreanske højhastighedstogsystem, KTX, leverer højhastighedstjeneste langs Gyeongbu og Honam Line. Større byer, herunder Seoul, Busan, Incheon, Daegu, Daejeon og Gwangju, har intercity lyntogsforbindelser. Ekspresbussterminaler er tilgængelige i de fleste byer.

#### Flyforbindelser og lufthavne
Sydkoreas hovedportal og største lufthavn er Incheon International Airport, der betjente 58 millioner passagerer i 2016. Andre internationale lufthavne omfatter Gimpo, Busan og Jeju. Der er også et stort antal lufthavne, der blev bygget som en del af infrastrukturboomen, men næsten ikke er brugt. Der er et stort antal heliports.
Det nationale luftfartsselskab, Korean Air, betjente over 26.800.000 passagerer, herunder næsten 19.000.000 internationale passagerer i 2016. Somiana Airlines tilbyder også indenlandsk og international trafik. Kombinerede sydkoreanske flyselskaber tjener 297 internationale ruter. Mindre flyselskaber, såsom Jeju Air, yder indenlandsk service med lavere priser.

#### Atomkraft
Sydkorea er verdens femte største atomkraftproducent og den næststørste i Asien fra 2010. Atomkraft i Sydkorea leverer 45% af elproduktionen, og forskning er meget aktiv med undersøgelse af en række avancerede reaktorer, herunder en lille modulær reaktor, en hurtig/transmutationsreaktor med flydende metal og et højtemperatur hydrogengenereringsdesign. Brændstofproduktion og affaldsbehandlingsteknologi er også udviklet lokalt. Sydkorea er også medlem af ITER-projektet.
Sydkorea er en voksende eksportør af nukleare reaktorer, der har indgået aftaler med UAE om at opbygge og vedligeholde fire avancerede atomreaktorer med Jordan for en forskningskernereaktor og med Argentina til opførelse og reparation af tungtvandsreaktorer. Fra 2010 er Sydkorea og Tyrkiet i forhandlinger om opførelse af to atomreaktorer. Sydkorea forbereder også at byde på opførelse af en letvandskernereaktor til Argentina.
Sydkorea må ikke berige uran eller udvikle traditionel uran berigelsesteknologi som sådan på grund af det amerikanske politiske pres i modsætning til de fleste større atomkraftværkslande som Japan, Tyskland og Frankrig, konkurrenter til Sydkorea på det internationale nukleare marked. Denne hindring for Sydkoreas oprindelige nukleare industrivirksomhed har lejlighedsvis udløst diplomatiske vanskeligheder mellem de to allierede. Mens Sydkorea har succes med at eksportere sin elproducerende nuklearteknologi og atomreaktorer, kan den ikke udnytte markedet for nukleare berigelsesfaciliteter og raffinaderier, hvilket forhindrer det i at udvide sin eksportniches yderligere. Sydkorea har søgt unikke teknologier som pyroprocessing for at omgå disse hindringer og søge en mere fordelagtig konkurrence. USA har for nylig været forsigtigt med Sydkoreas spirende atomprogram, hvilket Sydkorea insisterer kun på civil brug.
Sydkorea er det tredje højest rangerede asiatiske land i World Economic Forum's Network Readiness Index (NRI) efter Singapore og Hongkong - en indikator for at bestemme udviklingsniveauet for et lands informations- og kommunikationsteknologi. Sydkorea rangerede nummer 10 overordnet i NRI-ranking 2014, op fra nummer 11 i 2013.

### Turisme
I 2016 besøgte 17 millioner udenlandske turister Sydkorea. Med de stigende turismemuligheder, især fra fremmede lande uden for Asien, satte den sydkoreanske regering et mål om at tiltrække 20 millioner udenlandske turister fra 2017 fremover.
Sydkoreansk turisme er drevet af mange faktorer, herunder populariteten af sydkoreanske popmusik og tv dramaer, kendt som Korean Wave (Hallyu), i hele Østasien, traditionel kultur, køkken og naturmiljø. Hyundai Research Institute rapporterede, at den koreanske bølge har en direkte indvirkning på at opmuntre direkte udenlandske investeringer tilbage til landet gennem efterspørgsel efter produkter og turistindustrien. Blandt de asiatiske lande var Kina den mest modtagelige og investerede 1,4 mia. I Sydkorea, med en stor del af investeringen inden for servicesektoren, en syvfoldig stigning i forhold til 2001. Ifølge en analyse fra økonomen Han Sang-Wan, en stigning på 1 % i eksporten af koreansk kulturindhold skubber forbrugsgoder eksporten op med 0,083 %, mens en stigning på 1 % i koreansk popindhold eksport til et land producerer en 0,019 % bump i turisme.

### Sydkoreanske nationale pensionssystem
Det sydkoreanske pensionssystem blev oprettet for at yde fordele til personer, der når alderdom, familier og personer, der er ramt af deres primære brødvinder, og med henblik på at stabilisere deres nationer velfærdsstat. Sydkoreas pensionssystemstruktur er primært baseret på beskatning og er indkomstrelateret. I 2007 var der i alt 18.367.000 forsikrede personer med kun ca. 511.000 personer ekskluderet fra det obligatoriske bidrag. Det nuværende pensionssystem er opdelt i fire kategorier, der fordeler fordele for deltagere gennem nationale, militære, statslige og private skolelærer pensionsordninger. Den nationale pensionsordning er det primære velfærdssystem, der yder kvoter til flertallet af personer. Støtteberettigelse til den nationale pensionsordning er ikke afhængig af indkomst, men på alder og bopæl, hvor de mellem 18 og 59 år dækkes. Enhver, der er under 18 år, er afhængige af en person, der er omfattet eller under en særlig udelukkelse, hvor de har lov til at skifte bestemmelser. Den nationale pensionsordning er opdelt i fire kategorier af forsikrede - den arbejdspladsbaserede forsikrede, den individuelt forsikrede, den frivilligt forsikrede og den frivilligt og kontinuerligt forsikrede.
Ansatte i alderen 18 til 59 er omfattet af den arbejdspladsbaserede pensionsordning og bidrager med 4,5% af deres brutto månedlige indtjening. Nationalpensionen dækker medarbejdere, som arbejder i virksomheder, der beskæftiger fem eller flere ansatte, fiskere, landmænd og selvstændige i både landdistrikter og byområder. Arbejdsgivere er også omfattet af arbejdspladsbaseret pensionsordning og hjælper med at dække deres ansatte forpligtede 9% bidrag ved at yde de resterende 4,5%. Enhver, der ikke er ansat, som er 60 år eller derover, og som er udelukket i henhold til § 6 i den nationale pensionslov, men i alderen mellem 18 og 59 år, er omfattet af den individuelt forsikrede pensionsordning. Personer omfattet af den individuelt forsikrede pensionsordning har selv ansvaret for at betale hele 9%. Frivilligt forsikrede er ikke underlagt obligatorisk dækning, men kan vælge at være. Denne kategori omfatter pensionister, der frivilligt vælger at have yderligere ydelser, personer under 27 år uden indkomst, og personer, hvis ægtefæller er omfattet af et offentligt velfærdssystem, uanset om de er militære, statslige eller private skolepædagoger. Ligesom de individuelt forsikrede er de også ansvarlige for at dække hele beløbet for bidraget. Frivilligt og kontinuerligt forsikrede består af personer 60 år, der ønsker at opfylde den mindst forsikrede periode på 20 år for at kunne modtage alderspension. Eksklusive arbejdsbaserede forsikrede dækker alle de øvrige forsikrede personligt deres egne bidrag på 9%.
Sydkoreas alderspension omfatter personer, der er 60 år eller ældre for resten af deres liv, så længe de har opfyldt minimum 20 års national pensionsdækning forinden. Personer med mindst 10 år, der er omfattet af den nationale pensionsordning, og som er 60 år, kan dækkes af en ordning med nedsat alderspension. Der er også en aktiv aktiv alderspension, der dækker enkeltpersoner i alderen 60-65, der beskæftiger sig med aktiviteter, der giver arbejdsindkomst. Personer, der er 55 år og yngre end 60, der ikke er beskæftiget med aktiviteter, der giver arbejdsindkomst, er berettiget til at blive dækket under ordningen "tidlig alderspension". Omkring 60% af alle koreanske ældre, 65 år og derover, har ret til en 5% udbytte af deres gennemsnitlige gennemsnitlige indtægt i gennemsnit 90.000 koreanske won (KRW). Grundlæggende alderspension dækkede personer 65 år, der tjente under et beløb fastsat ved præsidentbestilling. I 2010 var loftet 700,00 KRW for et enkelt individ og 1.120.000 for et par, svarende til omkring 600,00 dollar og 960,00 dollar.

### Videnskab og teknologi
Videnskabelig og teknologisk udvikling i Sydkorea opstod i første omgang ikke i vid udstrækning på grund af mere presserende forhold som Korea og Koreakrigen, der indtraf lige efter landets uafhængighed. Det var først i 1960'erne under Park Chung-hees styre, hvor Sydkoreas økonomi voksede hurtigt i forbindelse med stærk industrialisering og Chaebol-virksomhederne som Samsung og LG. Sydkorea har lige siden industrialiseringen af Sydkoreas økonomi sat fokus på teknologibaserede virksomheder, der har været støttet af regeringens infrastrukturudviklinger. Sydkoreanske selskaber Samsung og LG blev rangeret som verdens største og første tredjestørste mobiltelefonvirksomheder i henholdsvis første kvartal af 2012. Anslået 90% af sydkoreanerne ejer en mobiltelefon. Bortset fra at placere/modtage opkald og sms'er, er mobiltelefoner i landet almindeligt anvendt til at se Digital Multimedia Broadcasting (DMB) eller se websteder. Over en million DMB-telefoner er blevet solgt, og de tre store trådløse kommunikationsudbydere SK Telecom, KT og LG U + giver dækning i alle større byer og andre områder. Sydkorea har de hurtigste internet downloadhastigheder i verden med en gennemsnitlig downloadhastighed på 25,3 Mbit/s.
Sydkorea leder OECD i fagkandidater inden for videnskab og teknik. Landet er først blandt de mest innovative lande i Bloomberg Innovation Index. Derudover er Sydkorea i dag kendt som en startpakke for et modent mobilmarked, hvor udviklere kan høste fordele ved et marked, hvor der kun er meget få teknologibegrænsninger. Der er en stigende tendens til opfindelser af nye typer medier eller apps, der udnytter 4G og 5G internet infrastrukturen i Sydkorea. Sydkorea har i dag infrastrukturen til at opfylde en befolkningsdensitet og kultur, der har evnen til at skabe stærk lokalitet.

#### Cybersikkerhed
Efter cyberangreb i første halvdel af 2013, hvor regering, nyhedsmedier, tv-station og bankwebsteder blev kompromitterede, forpligtede den nationale regering sig til uddannelse af 5.000 nye cybersikkerhedseksperter inden 2017. Den sydkoreanske regering anklagede Nordkorea for at stå bag disse angreb, såvel som hændelser, der indtraf i 2009, 2011 og 2012, men Pyongyang benægtede anklagerne.
I slutningen af september 2013 blev der offentliggjort en computersikkerhedskonkurrence, der blev sponsoreret af forsvarsministeriet og National Intelligence Service. Vinderne blev annonceret den 29. september 2013 og delte en samlet præmiepulje på 80 millioner vandt (US $ 74.000).

#### Aerospace teknologi
Sydkorea har sendt op 10 satellitter fra 1992, som alle har brugt udenlandske raketter og oversøiske lanceringspuder, især Arirang-1 i 1999 og Arirang-2 i 2006 som led i sit rumpartnerskab med Rusland. Arirang-1 blev tabt i rummet i 2008, efter ni år i brug.
I april 2008 blev Yi So-yeon den første koreanake austronaut i rummet ombord på den russiske Soyuz TMA-12.
I juni 2009 blev det første rumfartscenter i Sydkorea, Naro Space Center, færdiggjort på Goheung, Jeollanam-do. Lanceringen af Naro-1 i august 2009 mislykkedes. Det andet forsøg i juni 2010 var også mislykket. Den tredje lancering af Naro 1 i januar 2013 var imidlertid vellykket. Regeringen planlægger at udvikle Naro-2 inden år 2018.
Sydkoreas bestræbelser på at opbygge et oprindeligt rumfartsselskab er ødelagt på grund af det vedvarende politiske pres fra USA, der i mange årtier havde forhindret Sydkoreas oprindelige raket- og missiludviklingsprogrammer af frygt for deres mulige forbindelse til det hemmelige militære ballistiske missil programmer, som Korea mange gange insisterede ikke krænker de retningslinjer for forskning og udvikling, der er fastlagt i aftaler mellem USA og Korea om begrænsning af forskning og udvikling i sydkoreansk raketteknologi. Sydkorea har søgt bistand fra fremmede lande som Rusland gennem MTCR-forpligtelser for at supplere den begrænsede indenlandske raketteknologi. De to mislykkede KSLV-I-lanceringskøretøjer var baseret på Universal Rocket Module, den første fase af den russiske Angara-raket, kombineret med en solid-fueled anden fase bygget af Sydkorea.

### Robotteknologi
Robotteknologi er blevet medtaget på listen over de vigtigste nationale FoU-projekter i Korea siden 2003. I 2009 offentliggjorde regeringen planer om at bygge robotparker i Incheon og Masan med en blanding af offentlig og privat finansiering.
I 2005 udviklede Korea Advanced Institute of Science and Technology (KAIST) verdens næststørste humanoide robot, HUBO. Et hold i Korea Institute of Industrial Technology udviklede den første koreanske android, EveR-1 i maj 2006. EveR-1 er blevet efterfulgt af mere komplekse modeller med forbedret bevægelse og vision.
Planer om at oprette engelske undervisningsrobotassistenter for at kompensere for manglen på lærere blev annonceret i februar 2010, hvor robotterne blev indsat til de fleste børnehaver og børnehaver inden 2013. Robotik er også indarbejdet i underholdningsbranchen; Korean Robot Game Festival er blevet afholdt hvert år siden 2004 for at fremme videnskab og robot teknologi.

### Bioteknologi
Siden 1980'erne har den koreanske regering investeret i udviklingen af en indenlandsk bioteknologibranche, og sektoren forventes at vokse til 6,5 mia. USD inden 2010. Den medicinske sektor tegner sig for en stor del af produktionen, herunder produktion af hepatitisvacciner og antibiotika.
For nylig har forskning og udvikling inden for genetik og kloning fået øget opmærksomhed med den første succesfulde kloning af en hund, Snuppy (i 2005) og kloning af to hunner af truede arter af ulve ved Seoul National University i 2007.
Den hurtige vækst i industrien har resulteret i betydelige tomrum i regulering af etik, hvilket blev fremhævet ved de videnskabelige misligholdelser i forbindelse med Hwang Woo-Suk.